# Українське образотворче мистецтво
Українське образотворче мистецтво — сукупність творів образотворчого мистецтва, створених за всю історію України.

## Історичний розвиток
Розвиток образотворчого мистецтва в Україні веде відлік із прадавніх часів. Знахідки археологів, зокрема, періоду трипільської та скіфської культур, вирізняються майстерною технікою виконання і засвідчують високий мистецький рівень витворів тодішніх жителів сучасної території України.

## Українське малярство

### Церковне мистецтво
Дійшли до нас зразки мистецтва Київської Русі, яке розвивалося в загальному руслі середньовічної європейської культури і було пов'язане з церквою і християнською вірою. Провідні жанри образотворчого мистецтва Києво-Руської держави;— мозаїка, фреска, іконопис і книжкова мініатюра.
Цілий світ давньоруського мистецтва в єдиному ансамблі архітектури, живопису і декоративно-прикладного мистецтва дійшов до нас у київському Софійському соборі, який зберіг єдині в усій Європі зразки світського монументального живопису 11 століття. Окрасою собору є збережені мозаїки, які прикрашають центральну баню і головний вівтар.
Шедевром мистецтва мозаїки вважається зображення Оранти (або Богоматір Непорушна Стіна) в центральній апсиді. Мозаїка має 6 метрів заввишки. Унікальність зображення полягає в тому, що воно виконане на внутрішній поверхні апсиди Собору, і з різних точок Оранта виглядає зображеною у різних позах — стоячи, схилившись у молитві чи на колінах.

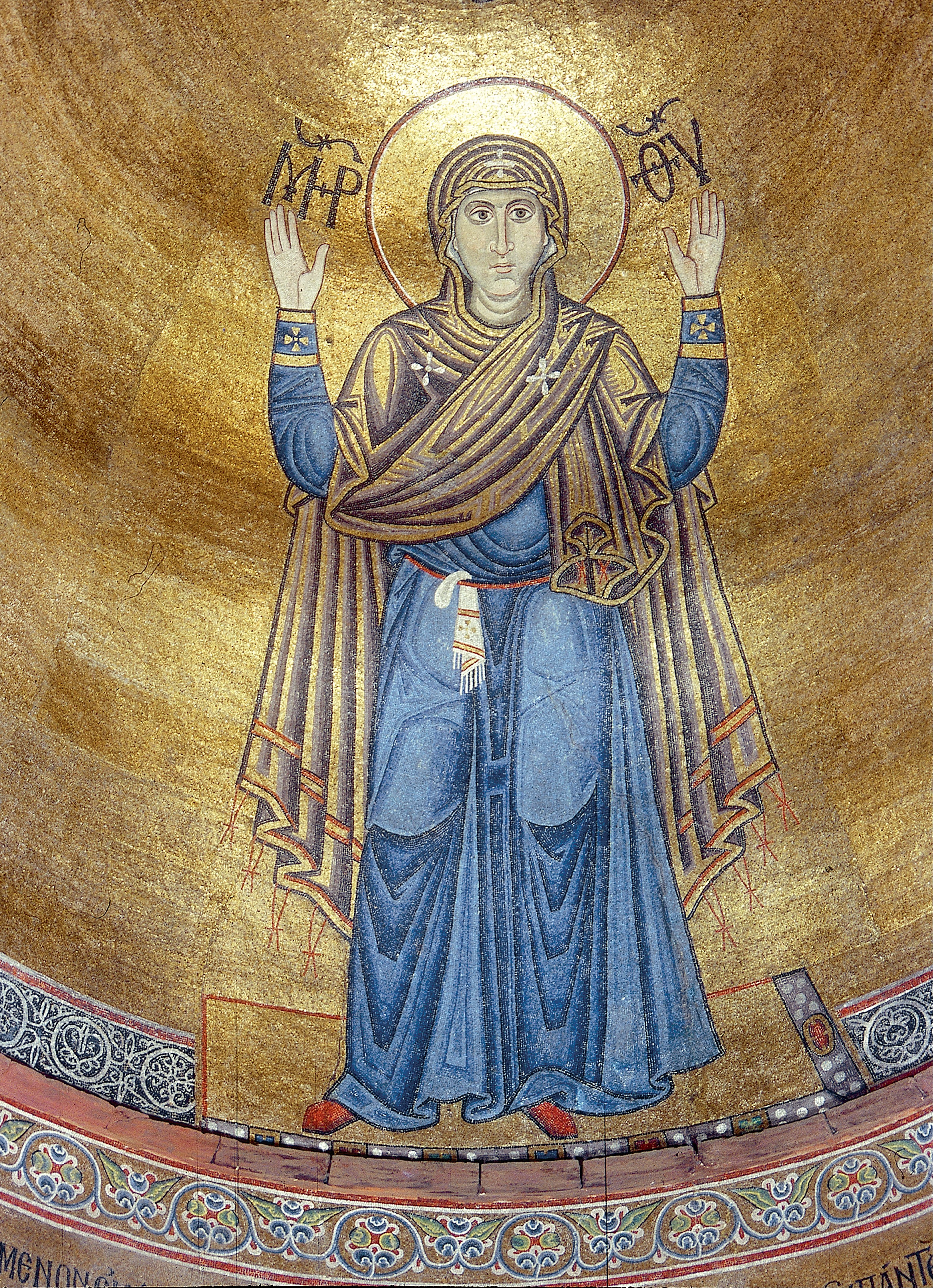
Богоматір Оранта (мозаїчний образ з собору Київської Софії)
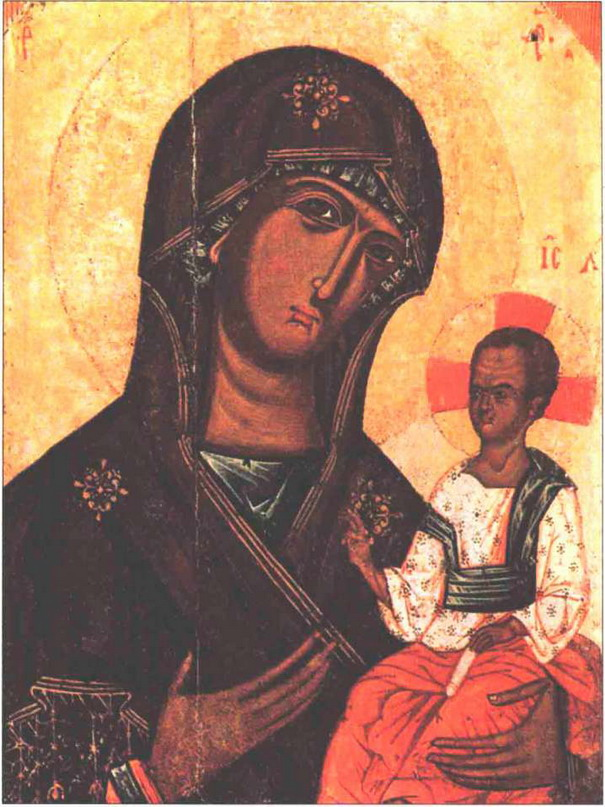
Волинська Богородиця, злам XIII–XIV ст.
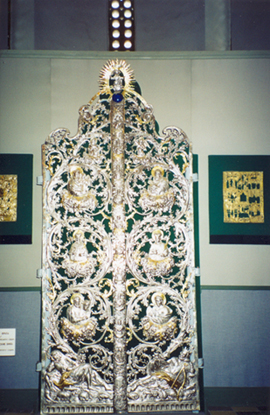
Золоті Царські врата, виготовлені коштом І. Мазепи, Собор Бориса й Гліба (Чернігів)
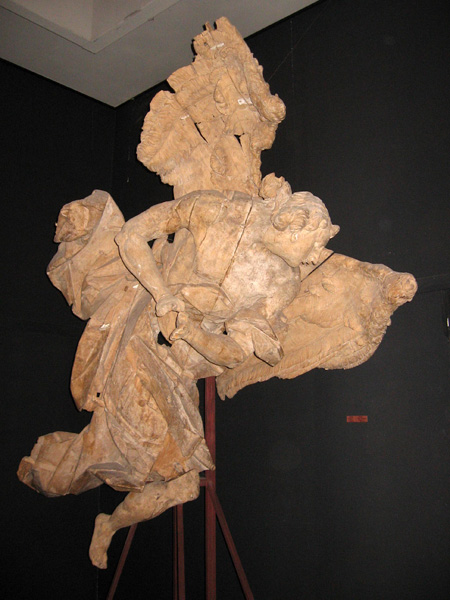
Ск. Пінзель, «Ангел», середина XVIII ст.
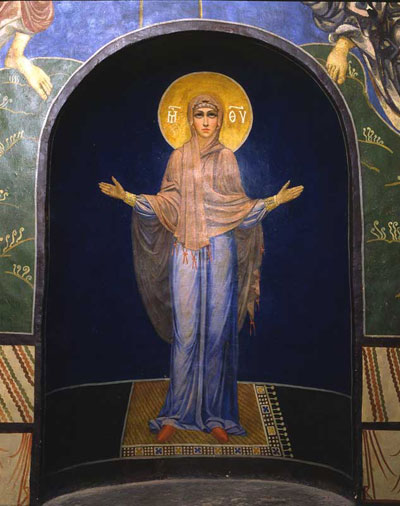
"Богоматір Оранта" (олія). 1884. Кирилівська церква, хори, конха молитовні, Їжакевич Іван Сидорович
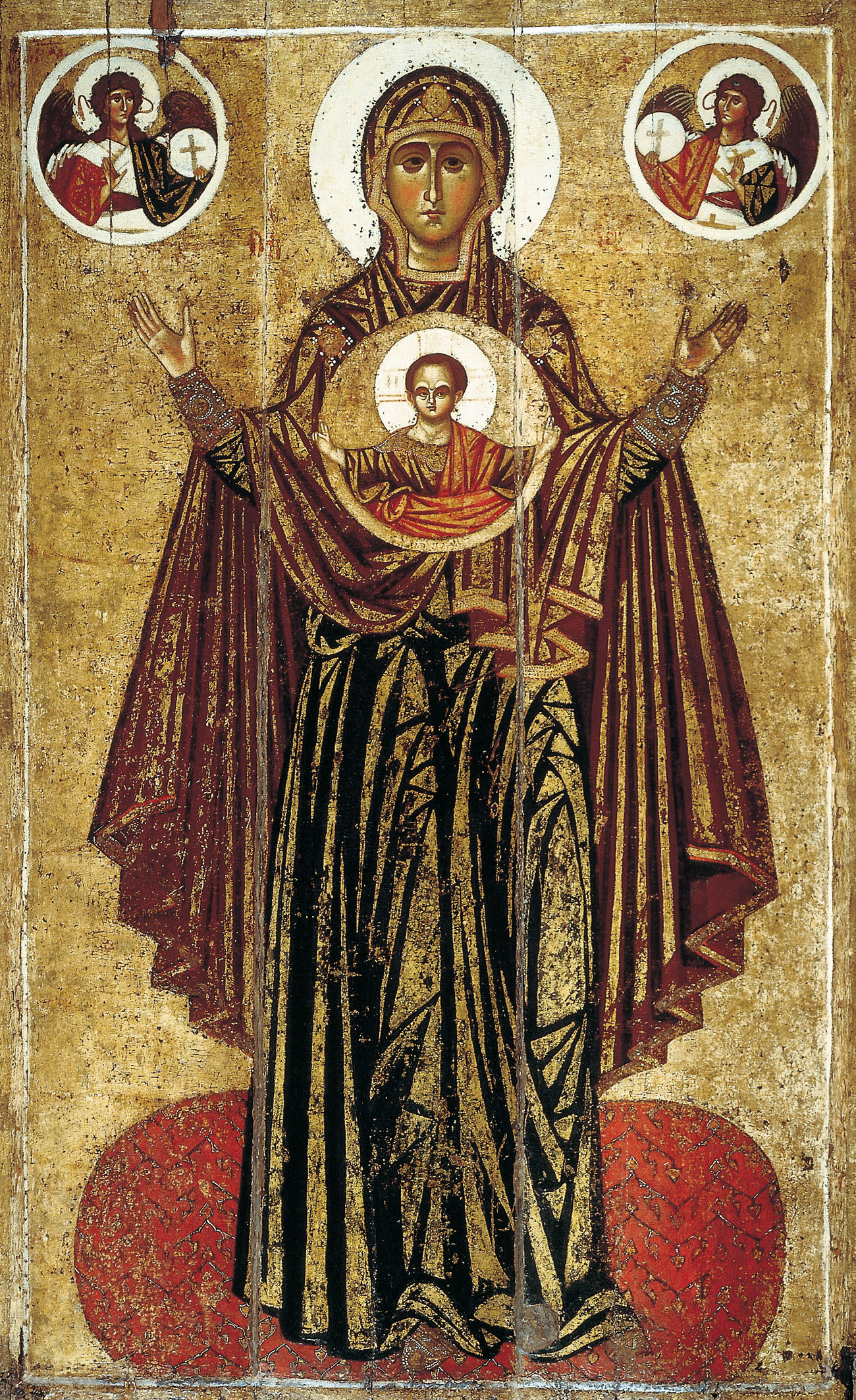
Оранта. Ярославль. Приблизно 1218
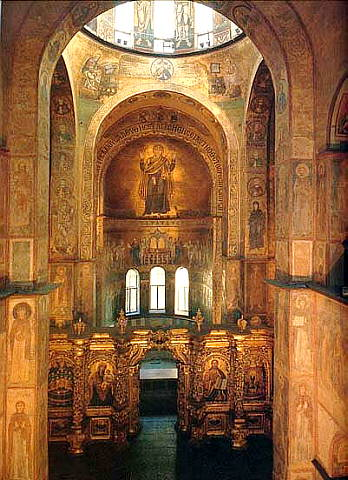
Софійський собор.
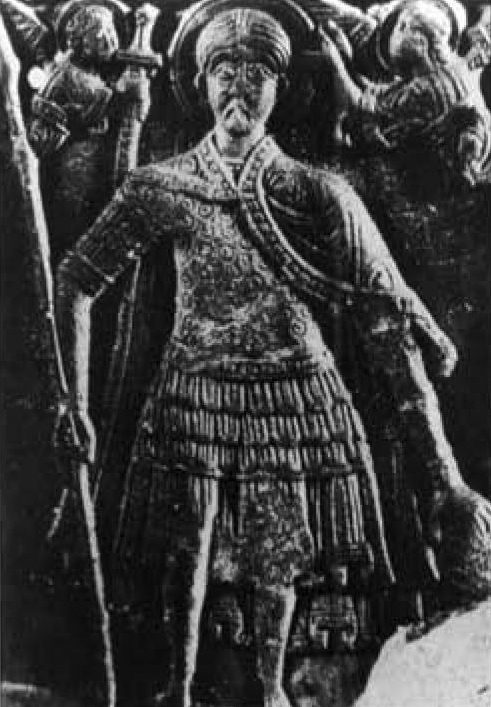
Кам'яна ікона святого Димитрія. Початок ХІІІ століття
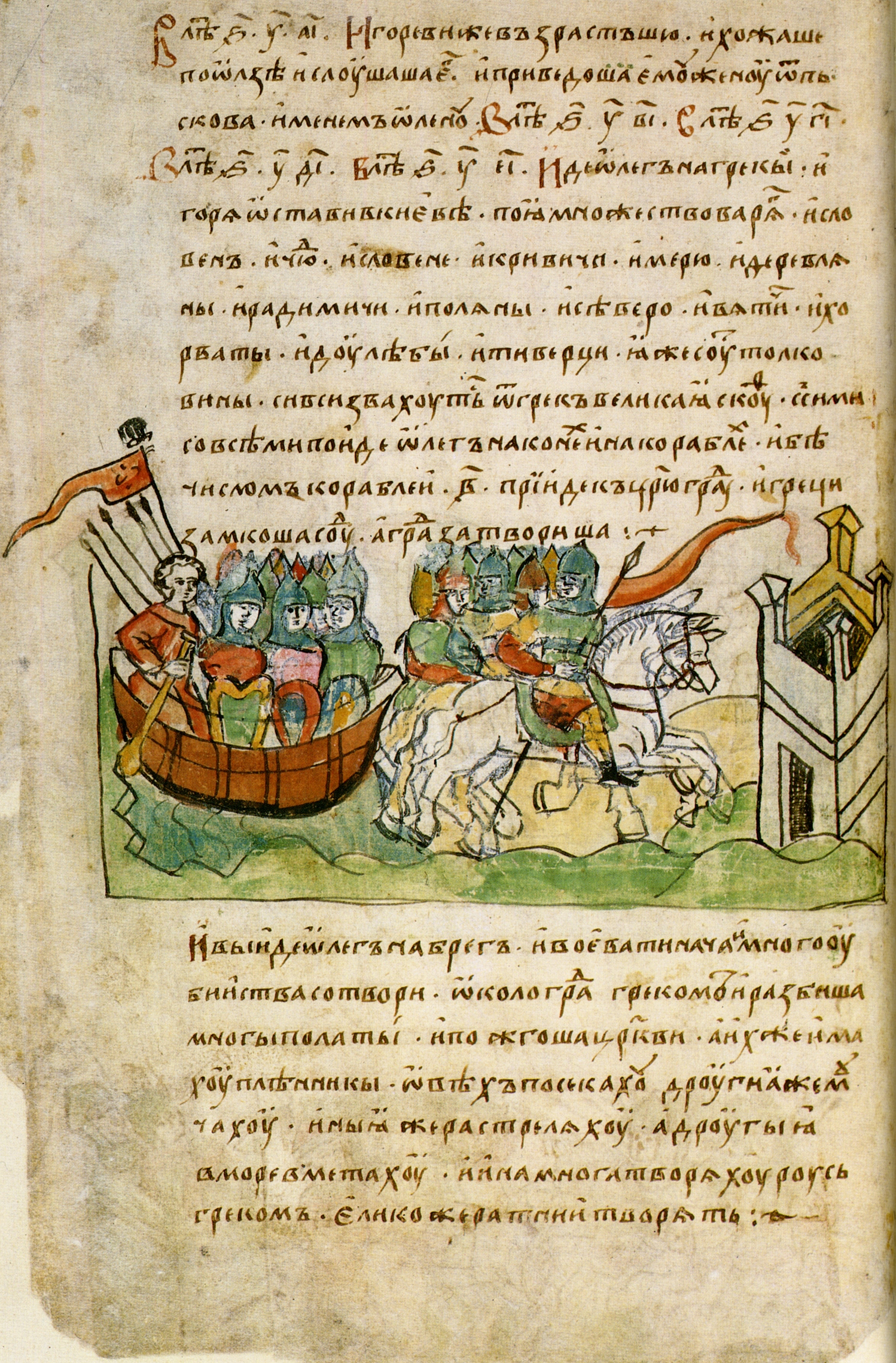
Повість врем'яних літ у Радзивіллівському літописі
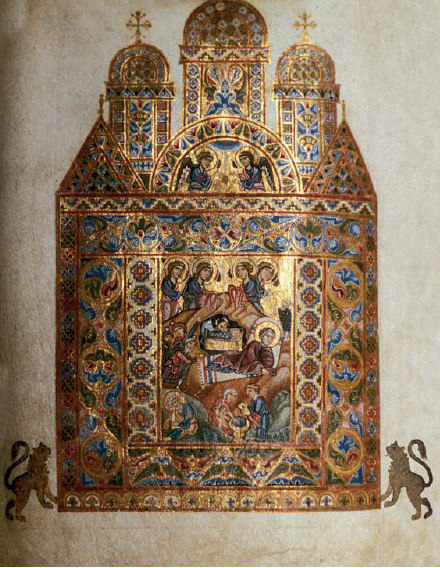
Сторінка з Молитовника Гертруди. 1060-ті
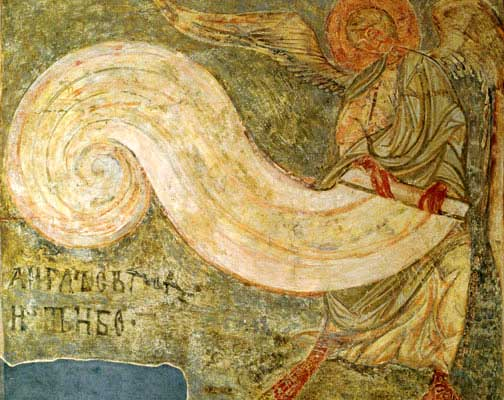
«Янгол, який звиває небо». Фреска ХІІ ст., Кирилівська церква

### Світський портрет

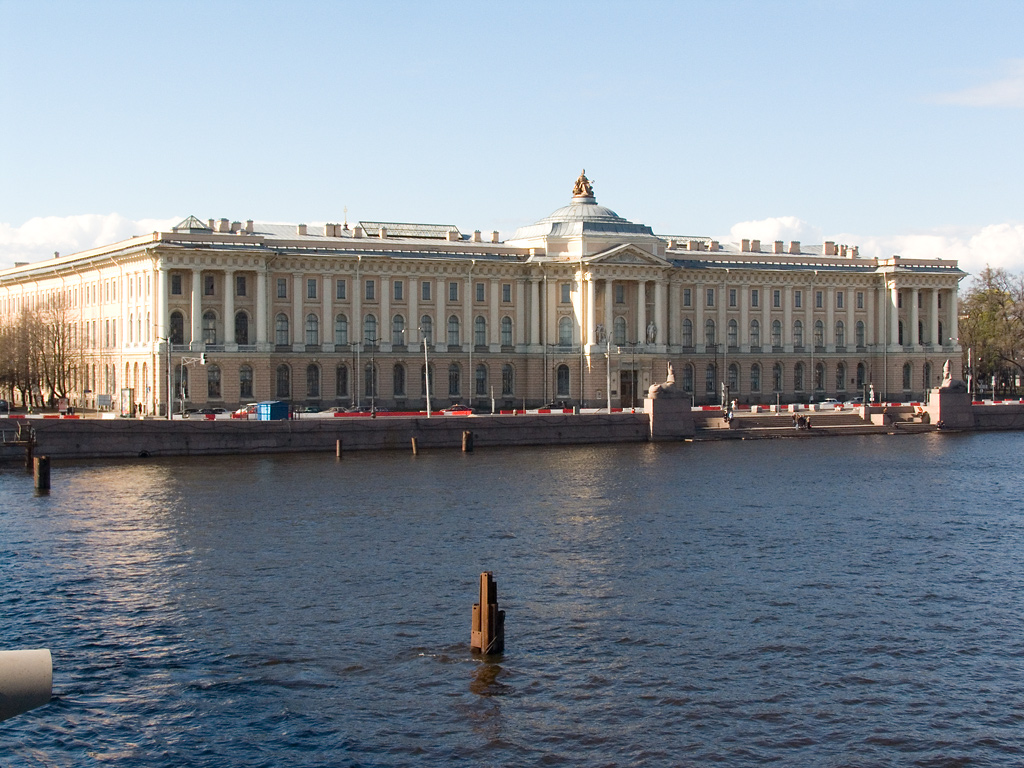
Петербурзька академія мистецтв на березі Неви, 1764-1789, арх. Ж. Б. Валлен-Деламот и А. Ф. Кокорінов. Тут працювали та закладали фундамент російської академічної школи Дмитро Левицький, Володимир Боровиковський. Академія виховала також багато українських художників: Шевченко Тарас Григорович, В. Орловський, М. та О. Мурашки, С. Васильківський, М. Пимоненко, М. Самокиш, Ф. Кричевський, К. Трохименко та ін.

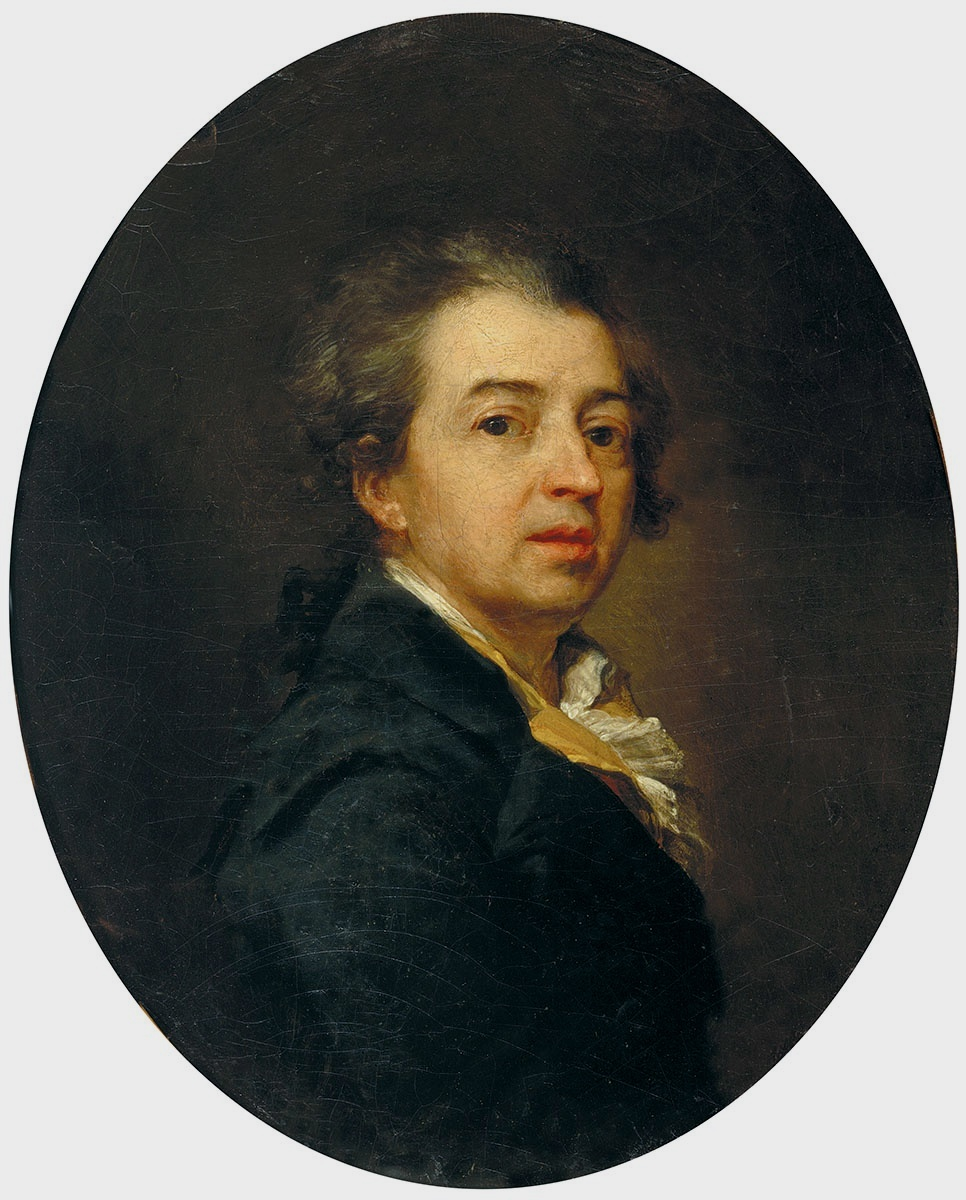
Дмитро Левицький, 1735–1822, автопортрет (1783)

До XVII століття головними художніми творами в Україні залишалися ікони. Перехідну роль між іконописом і світським портретним живописом займали так звані парсуни — портрети, виконані прийомами іконописної техніки. Заможні родини козацької старшини часто замовляли свої портрети.
У XVII–XVIII ст. важливу роль у розвитку національного художнього мистецтва відігравали мистецька школа при Києво-Печерській лаврі та Києво-Могилянська академія. Визначним мистецьким осередком у Харкові були «додаткові класи» при Харківському колегіумі, які фактично були справжньою академією мистецтва.
Розквіт світського портретного живопису припадає на другу половину XVIII століття. Саме тоді багато талановитої української молоді навчалося та працювало в Петербурзькій академії мистецтв. Найвідоміші художники Росії того часу Дмитро Левицький — родом з Києва, Володимир Боровиковський — із Миргорода. Українцями були творець історичного жанру російського академічного мистецтва Антон Лосенко (уродженець Глухова) та видатний скульптор доби класицизму І. Мартос з Ічні Чернігівської губернії. Відомим портретистом був також Васько Гаврило Андрійович.
Творчість Д. Левицького підняла портретне мистецтво Російської імперії до рівня західноєвропейських митців. Магнатська родина Воронцових вважала його за родинного майстра та добре платила за портрети його пензля. А портрети шляхетних смолянок стали унікальною серією портретів всього 18 століття, як і прижиттєвий портрет філософа Дені Дідро, що позував Левицькому в Петербурзі.

### Живопис 18 століття

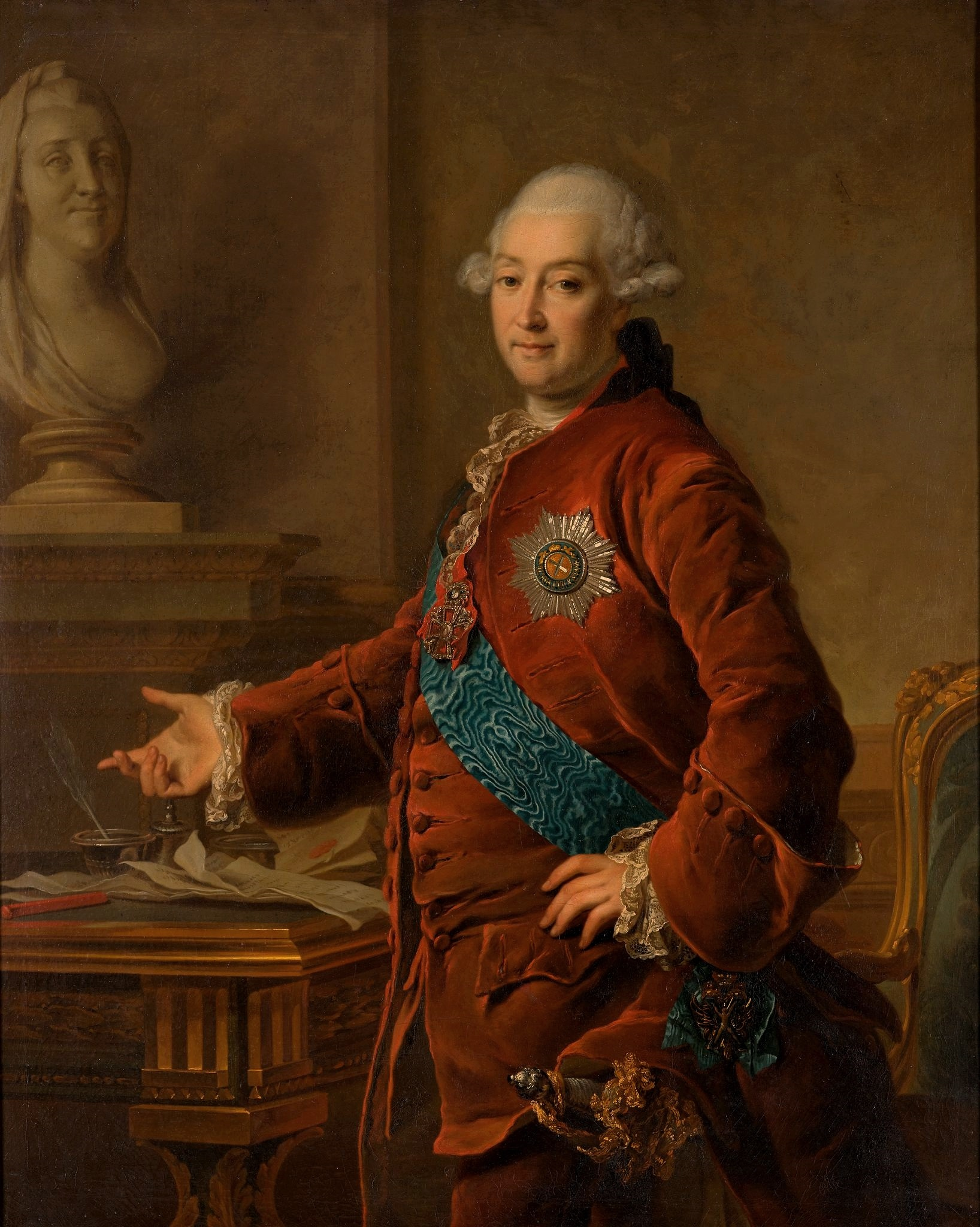
Левицький Дмитро Григорович. «Віце-канцлер Олександр Голіцин», 1772
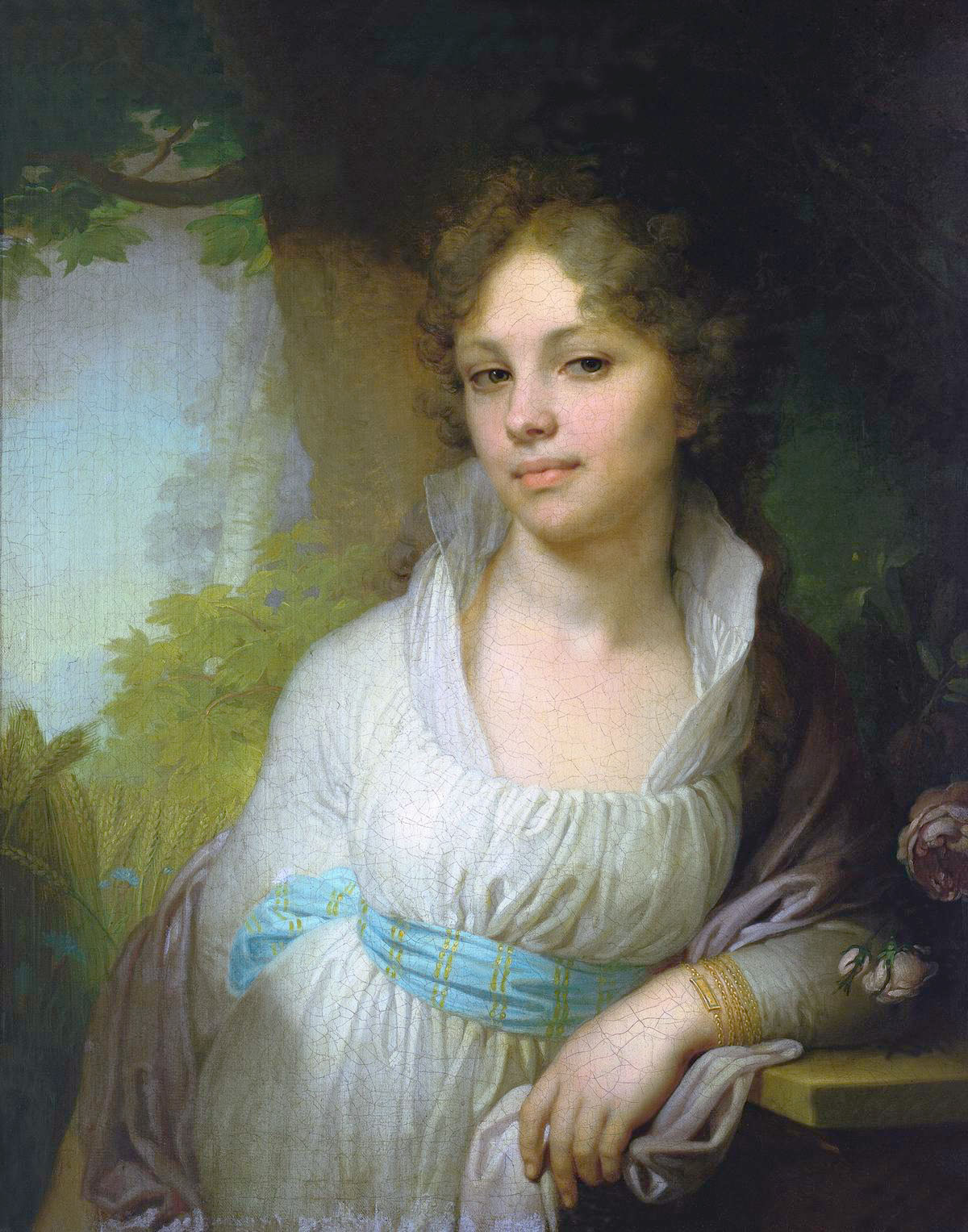
Володимир Боровиковський. Портрет Марії Лопухіної, 1797
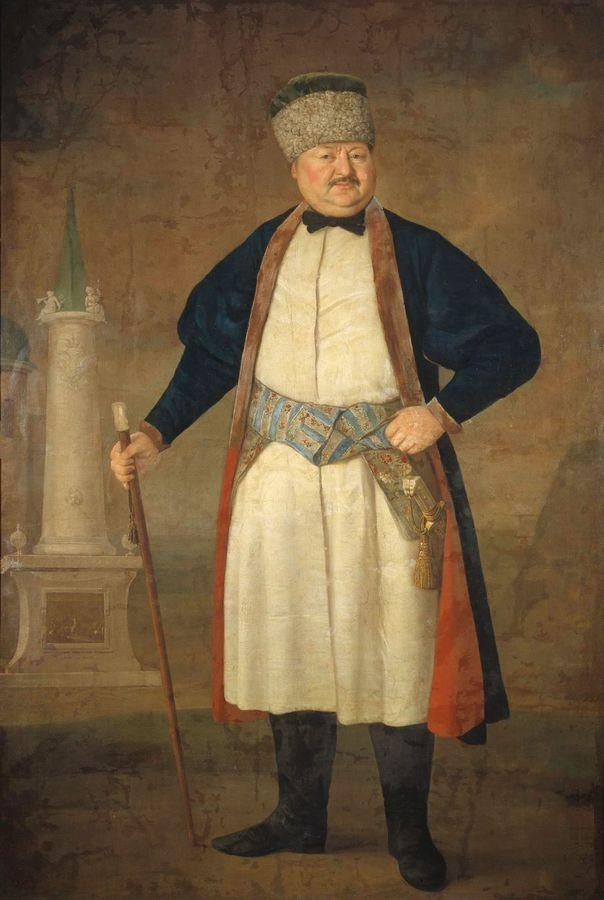
Володимир Боровиковський. Портрет полковника Павла Руденка, 1778
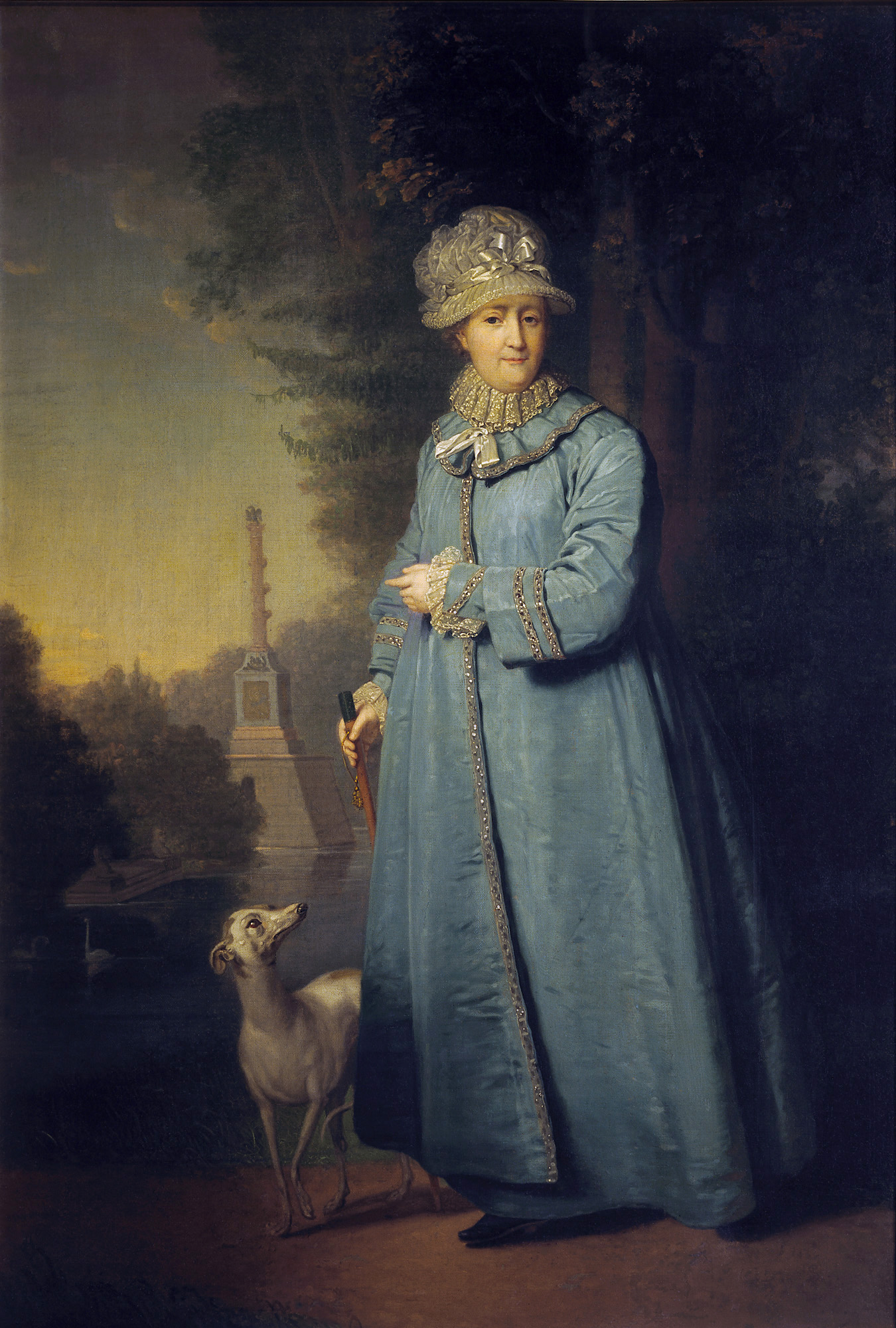
Володимир Боровиковський. Катерина II на прогулянці в Царськосельському парку, 1794
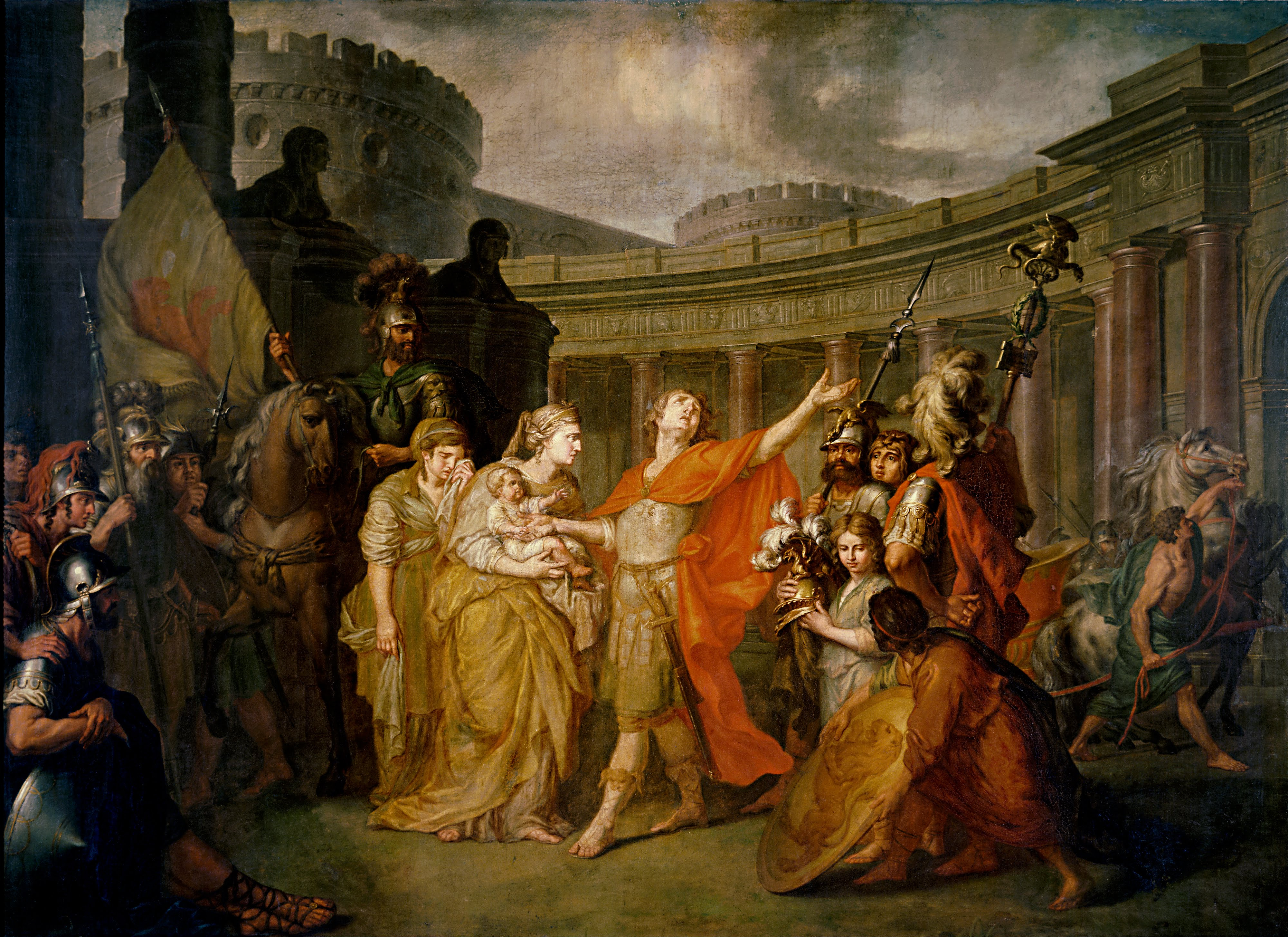
Лосенко Антон Павлович. Прощання Гектора з Андромахою (1773)

### Живопис 19 століття
Хоча у XIX столітті головним центром освіти в Російській імперії і далі була Академія мистецтв у Петербурзі, багатьох художників приваблює Україна — «нова Італія», як її тоді називали.
Перехід до реалізму ініціював учень Боровиковського, українець з грецьким корінням з Ніжина Олекса Венеціанов (1779–1847). Він мав у своїй майстерні у Петербурзькій академії мистецтв значну групу учнів. Але авторитет та блискуча художня манера Карла Брюллова вразила учнів Венеціанова більше й вони перейшли до модного метра.
Серед учнів Брюллова були й останні українські майстри класичного малярства — Іван Сошенко, Тарас Шевченко, Дмитро Безперчий та ін. Тарас Шевченко, геній українського слова, був за фахом художник. Його творчість охопила декілька галузей малярства: портретну, жанрову, пейзажну, релігійну.
Як представник останньої доби класицизму (часи Бідермайєр), Шевченко уникав великих академічних полотен, а його творчість найкраще виявлялася у невеликих інтимних речах. Правда, він не уникав і більших образів олійними фарбами (наприклад, «Катерина»), особливу ж малярську славу йому здобули портрети — елегантні жіночі, індивідуальні чоловічі. У романтичних картинах «Селянська родина», «Циганка-ворожка» та інших уже помітний відхід від чистого академізму. Різнобічний талант митця відбився і в художній графіці (серія «Мальовнича Україна» тощо). 1860 року Тарасові Шевченку надали звання академіка гравюри Петербурзької академії мистецтв. На жаль, заслання та заборона малювати перешкодили розкритися в повній мірі його живописному таланту.
Інший представник класицизму, російський художник Василь Тропінін говорив, що Україна замінила йому Академію. Він багато років жив і працював на Поділлі і присвятив українській темі чимало портретів: «Дівчина з Поділля», «Хлопчик із сокирою», «Весілля в селі Кукавці», «Українець», «Портрет подільського селянина».
Тісно пов'язаною з Україною була доля художника-мариніста Івана Айвазовського, який значну частину життя провів у рідній Феодосії і заповів цьому місту свою картинну галерею. Українська тема звучить у його роботах «Очерети на Дніпрі поблизу містечка Олешки» та унікальній для художника жанровій картині «Весілля на Україні».
Новаторською для пейзажу стала творчість Архипа Куїнджі, який народився поблизу Маріуполя. Перша ж виставлена ним картина — «Ніч на Дніпрі» — стала сенсацією в Петербурзі. Художник володів неймовірним талантом писати краєвиди та гру світла на хмарах, деревах, скелях.
Головна тенденція образотворчого мистецтва другої половини 19 століття — рух до реалізму — головна тенденція творчих зусиль членів Товариства пересувних художніх виставок. Найзнаменитіший живописний портрет Тараса Шевченка написано ініціатором створення та ідейним керівником товариства передвижників українцем з Острогорського на Слобожанщині Іваном Крамським. Багато видатних художників-передвижників були також родом з України: Олександр Литовченко (з Кременчука), Микола Ярошенко (з Полтави), а Микола Ге довгі роки жив на хуторі поблизу Харкова.
Родом з-під Чугуєва був художник-реаліст Ілля Рєпін. Навіть після від'їзду до Росії, сумував за Батьківщиною та повертався до неї. Він часто гостював у маєтку «Качанівка» українських меценатів поміщиків Тарновських. В їх родинній садибі «Качанівці» Рєпін створив перші етюди до знаменитої картини «Запорожці пишуть листа турецькому султану». Таким чином, в його творчості та житті Україна посідала значне місце.
Видатним майстром побутового жанру був Микола Пимоненко. Більшість його робіт, написаних на теми селянського життя, відрізняються щирістю, емоційністю, високою живописною майстерністю: «Святочні ворожіння», «Весілля в Київській губернії», «Проводи рекрутів», «Свати», «Жнива», «По воду», «Ярмарок», інші. Пимоненко — автор близько 715 картин і малюнків. Він один з перших у вітчизняному малярстві поєднав побутовий жанр і поетичний український пейзаж, заснував у Києві художню школу.
«Шукачем сонця» називали Володимира Орловського, одного з засновників нового українського реалістичного пейзажу. Найкращим українським портретистом кінця 19 — початку 20 століть вважається Олександр Мурашко — учень Іллі Рєпіна, автор уславленої «Каруселі», «Дівчини в червоному капелюшку», «Старого вчителя», «Парижанок біля кафе».
Поєднання мистецтва з усвідомленням національної ідеї вперше відбувається в творчості Сергія Васильківського. Свою майстерність він повністю віддає Україні: пише пейзажі Подніпров'я, Поділля, Слобожанщини, архітектурні пам'ятники, жанрові картини, історичні полотна (зокрема «Козаки в степу», «Козача левада», портрет Тараса Шевченка). Одночасно вивчає і збирає пам'ятки старовинного українського мистецтва.
1900 року Васильківський спільно з художником-баталістом Миколою Самокишем створює альбом «З української старовини», коментарі до акварелей Васильківського пише історик Дмитро Яворницький, засновник музею в Катеринославі.

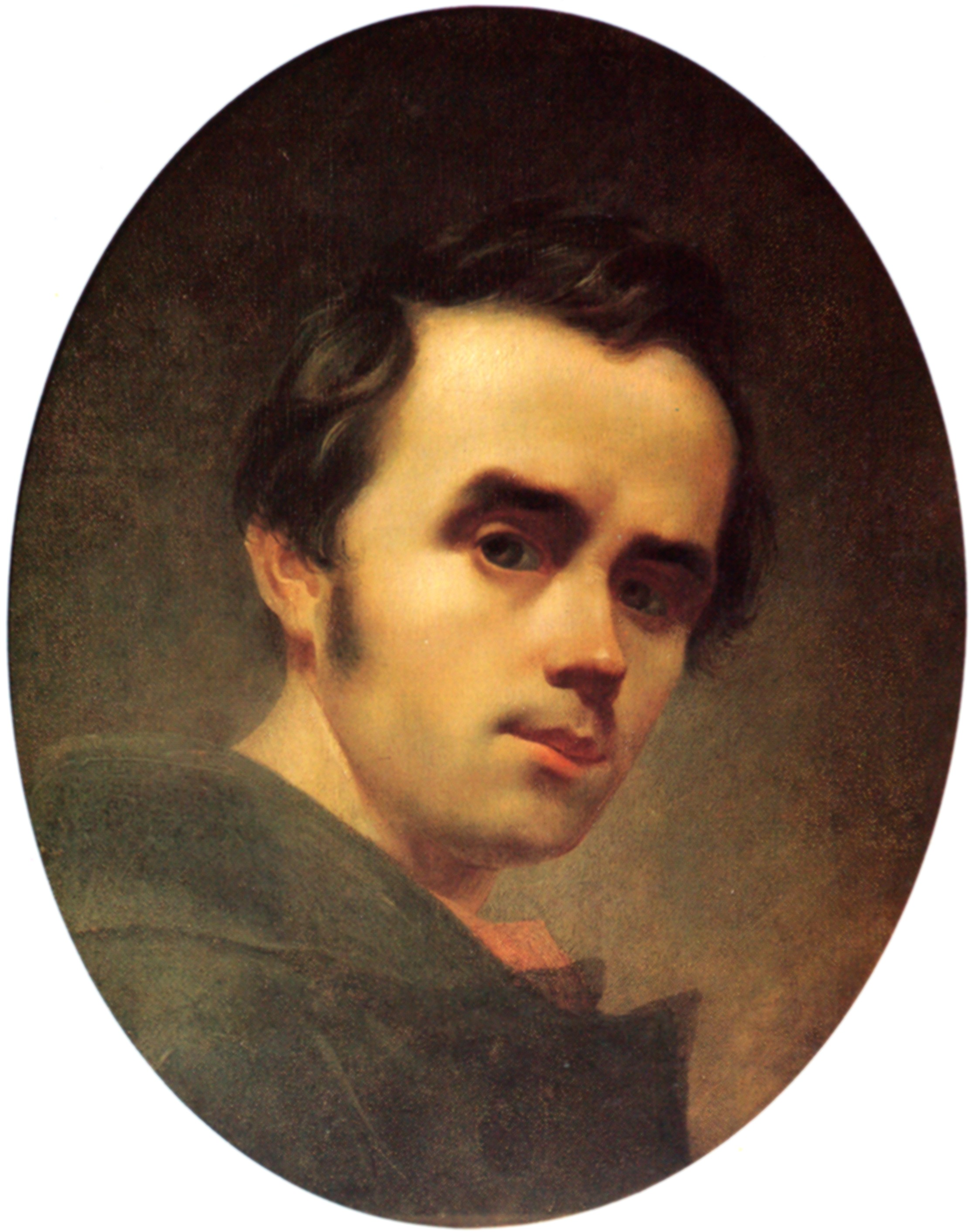
Перший автопортрет Тараса Шевченка (1814–1861), 1840
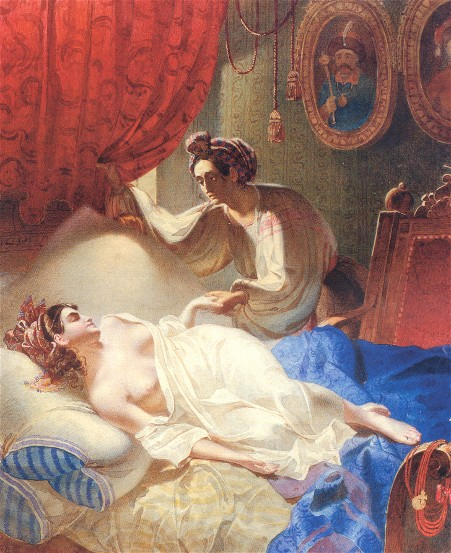
Марія (ілюстрація до поеми О. С. Пушкіна «Полтава»), 1840
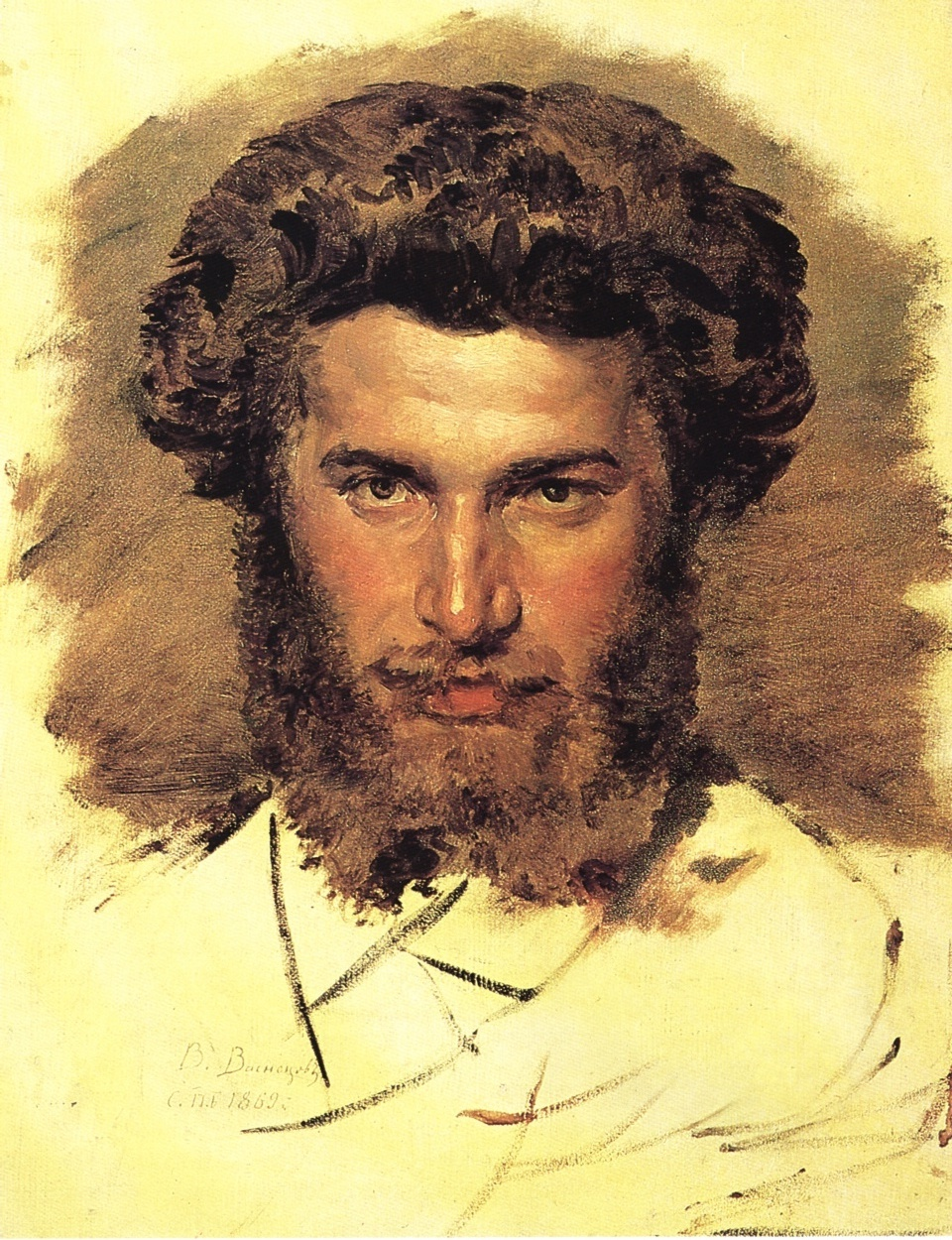
Портрет Архипа Куїнджі (1841–1910) роботи В. М. Васнецова, 1869
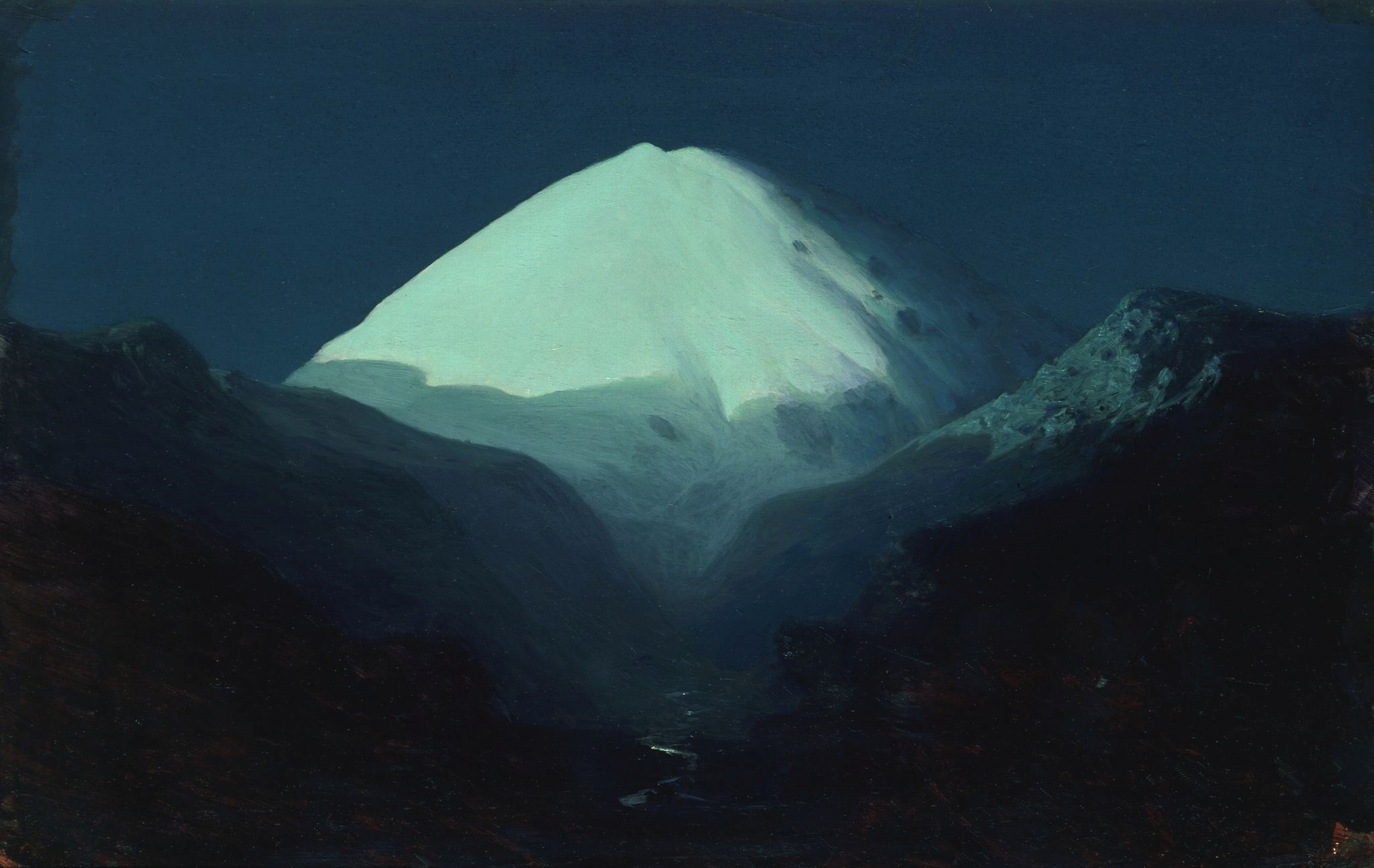
Ельбрус. Місячна ніч. Худ. Архип Куїнджі, 1890-1895
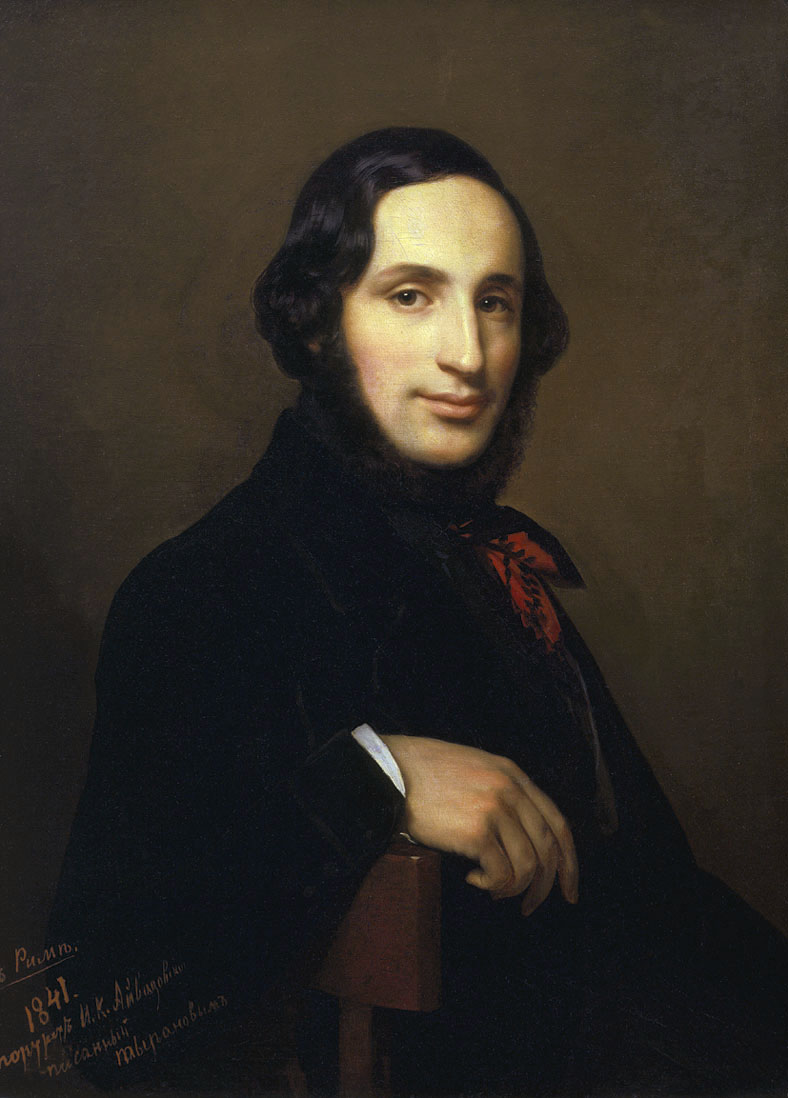
Портрет Івана Айвазовського (1817–1900) роботи Олексія Тирянова (1841)
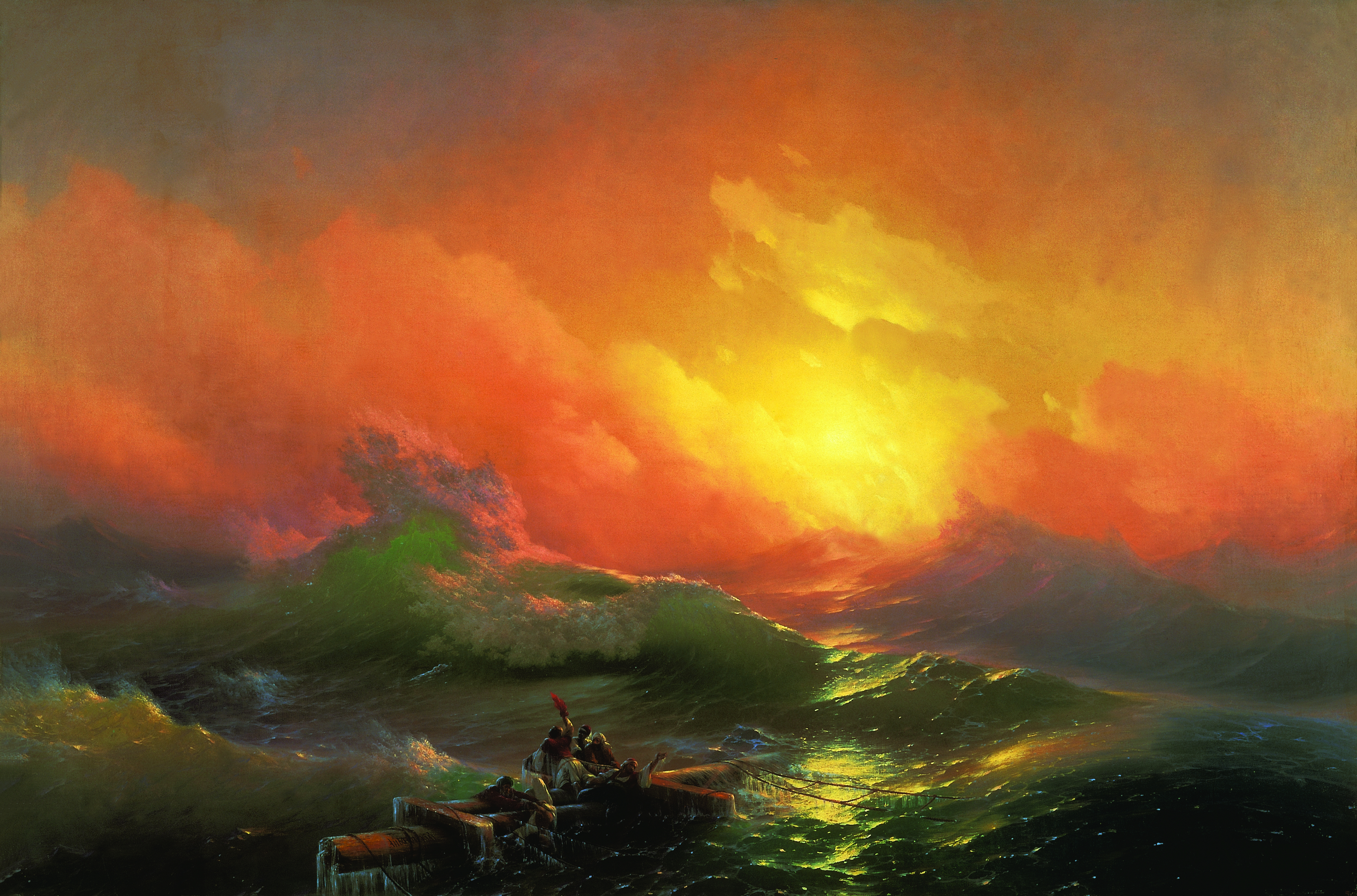
Айвазовський Іван Костянтинович. Дев'ятий вал
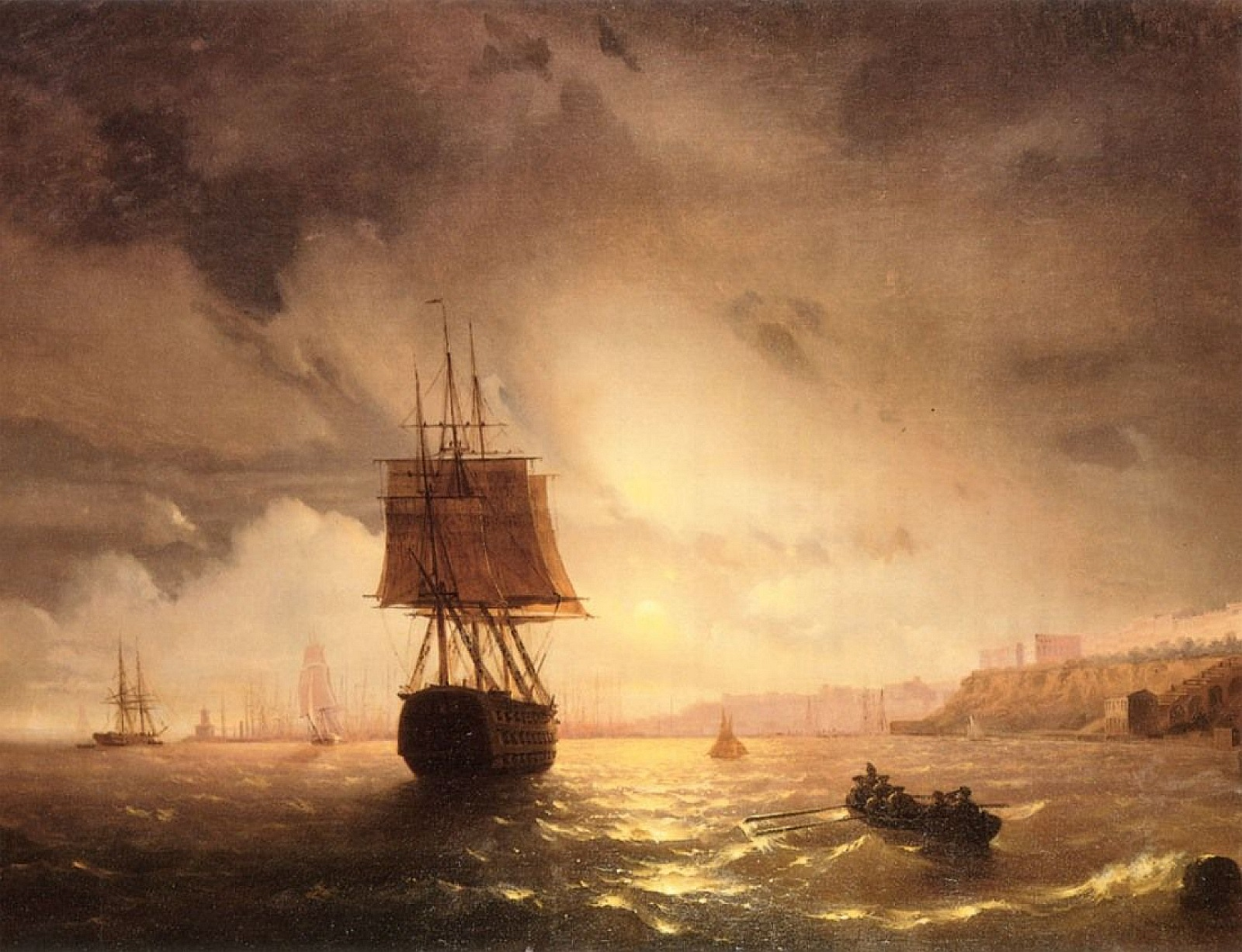
Порт Одеси на Чорному морі, худ. І. К. Айвазовський, 1852
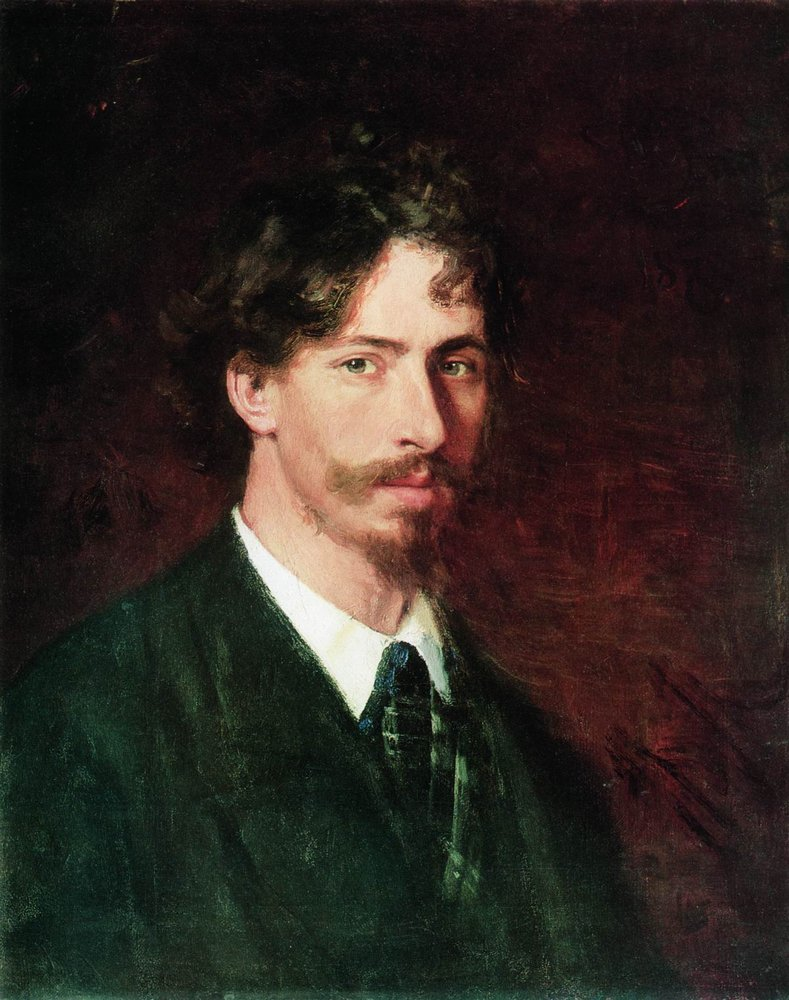
Ілля Рєпін (1844–1930), автопортрет, 1878
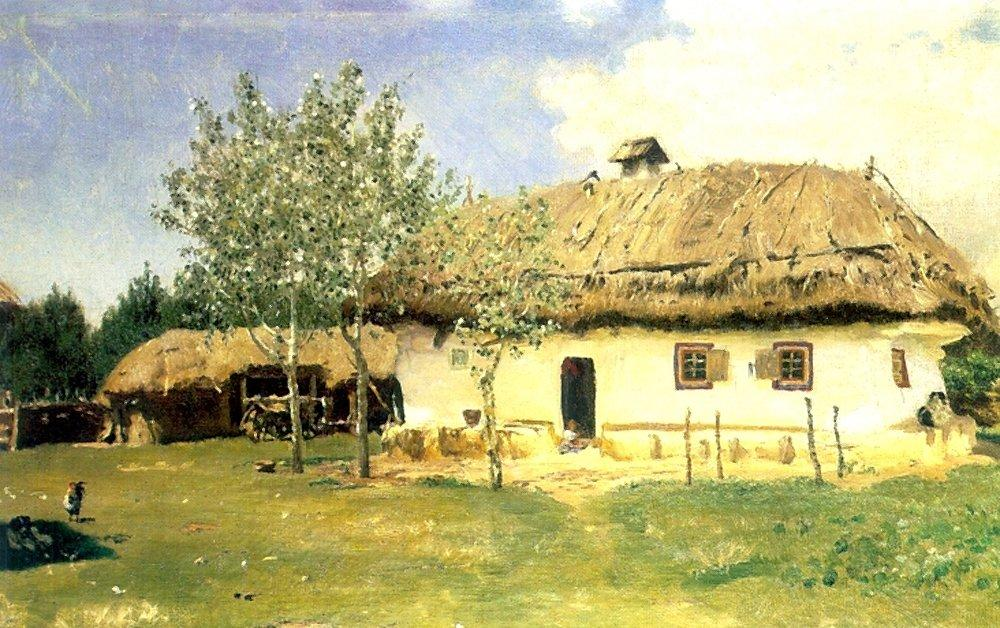
Українська хата, худ. Ілля Рєпін, 1880
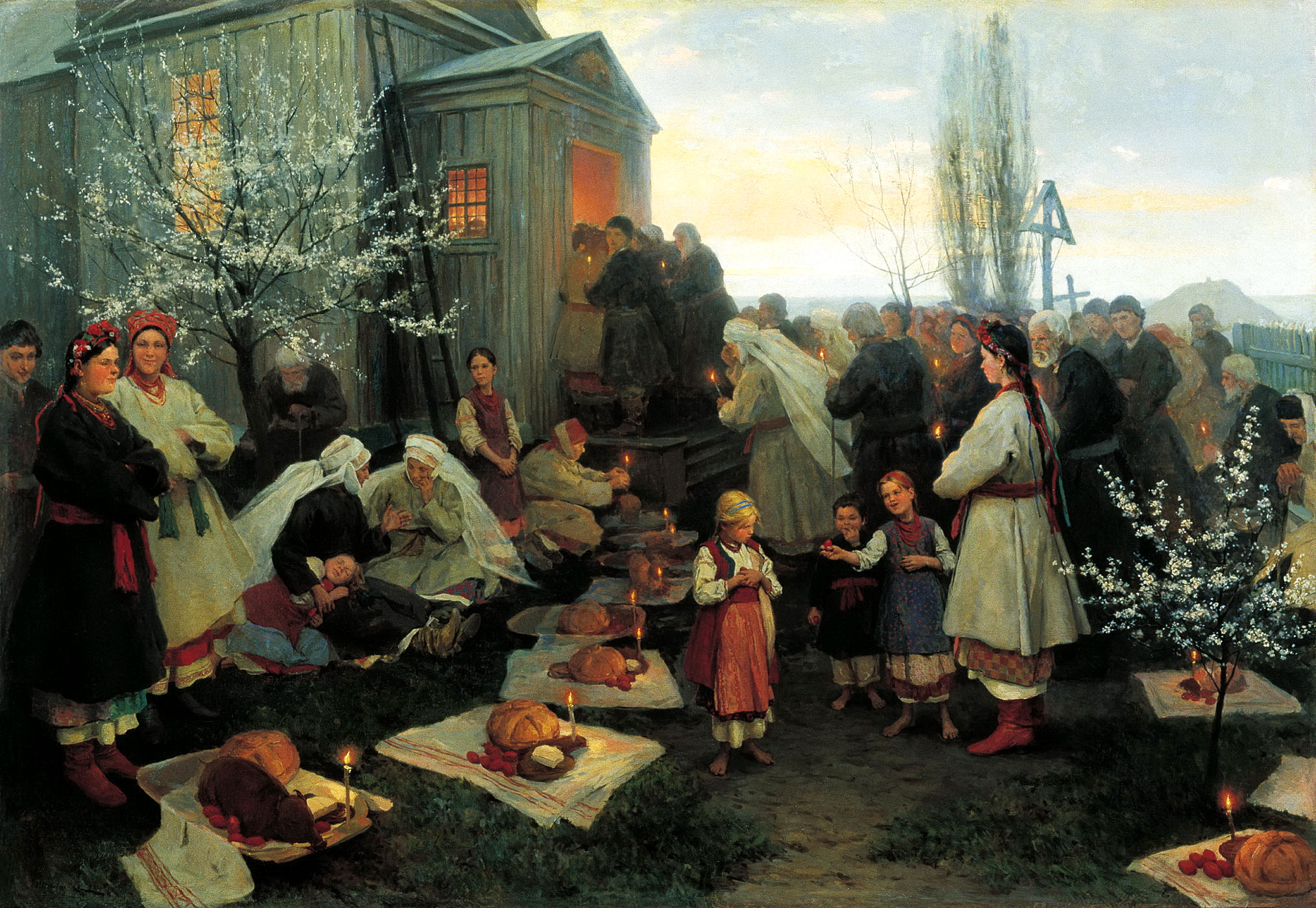
Пасха, Микола Пимоненко
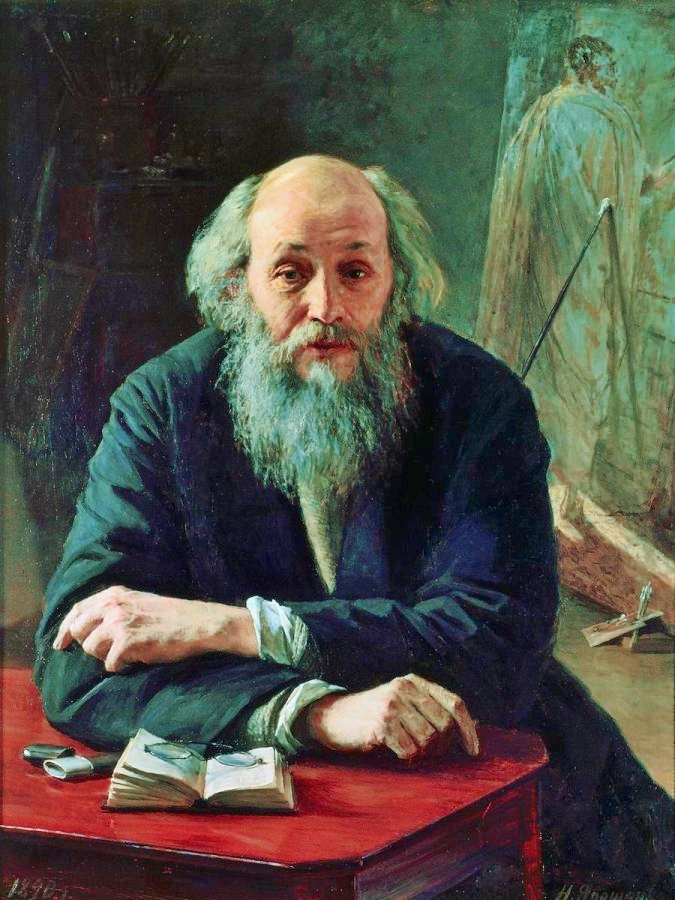
Микола Ге (1831–1894). Портрет пензля Миколи Ярошенко
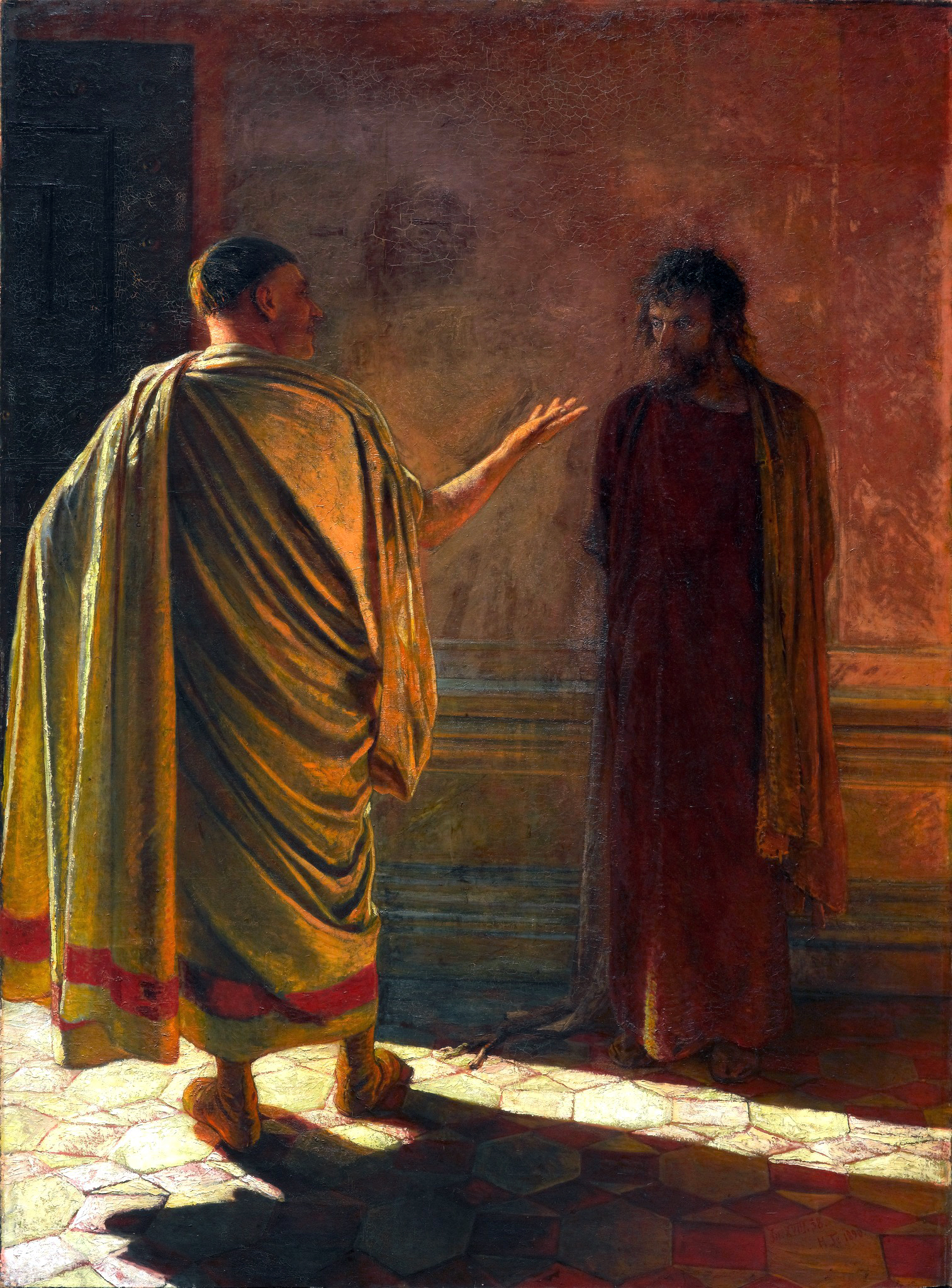
Quod Est Veritas? Христос і Понтій Пілат. Худ. Микола Ге, 1890
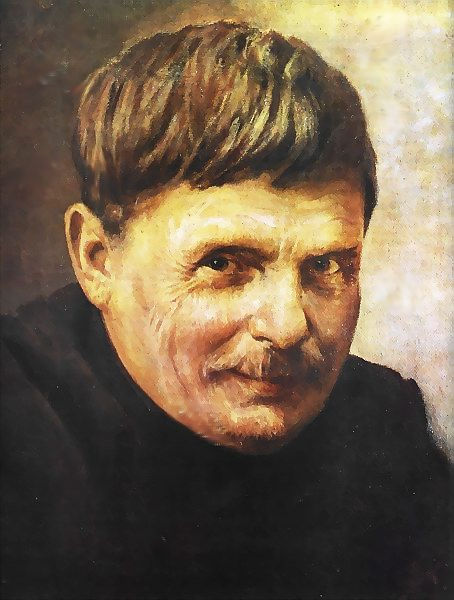
С. І. Васильківський (1854–1917). Портрет пензля М.Уварова. Полотно, олія. Близько 1917
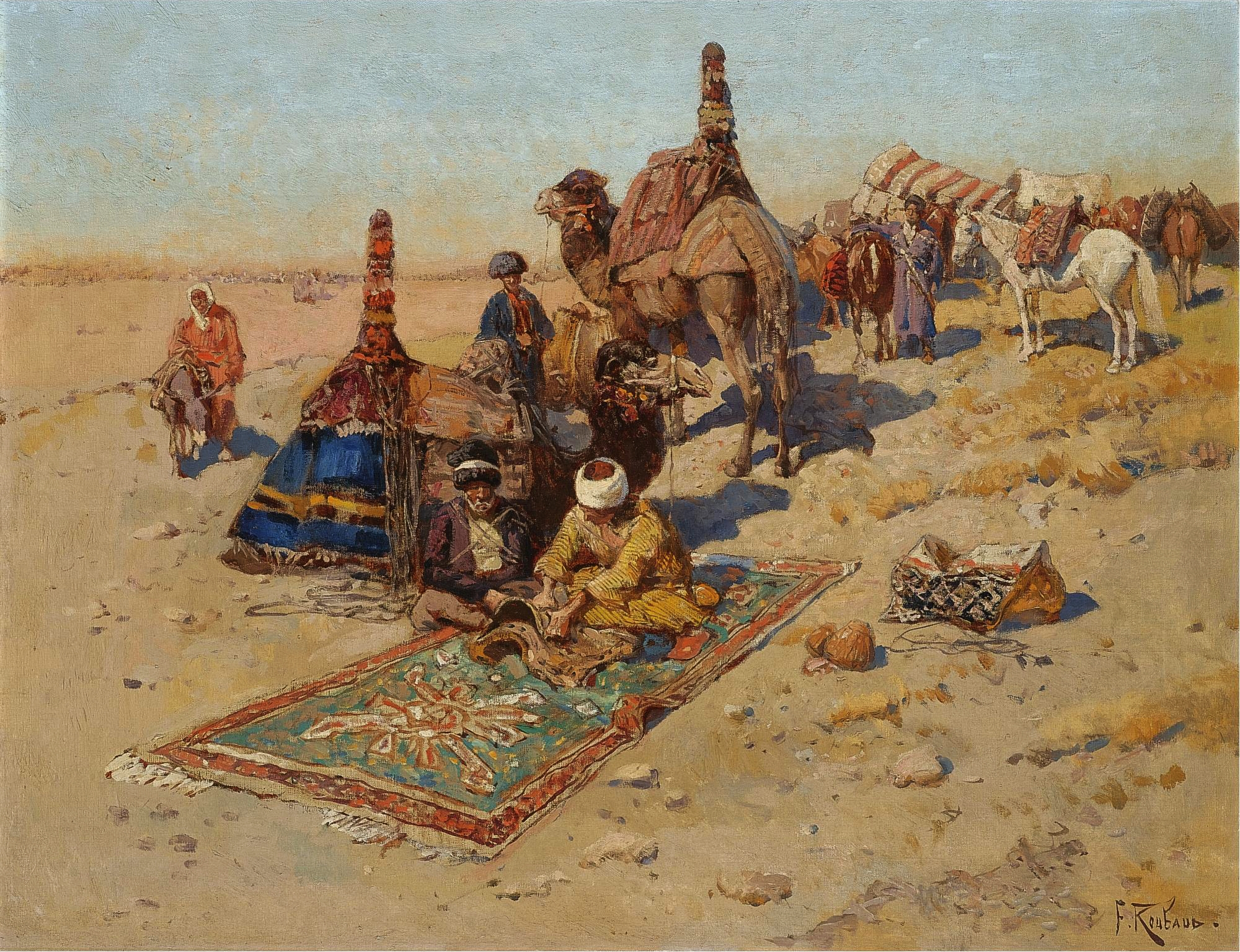
Рубо Франц Олексійович. Кавказька сцена
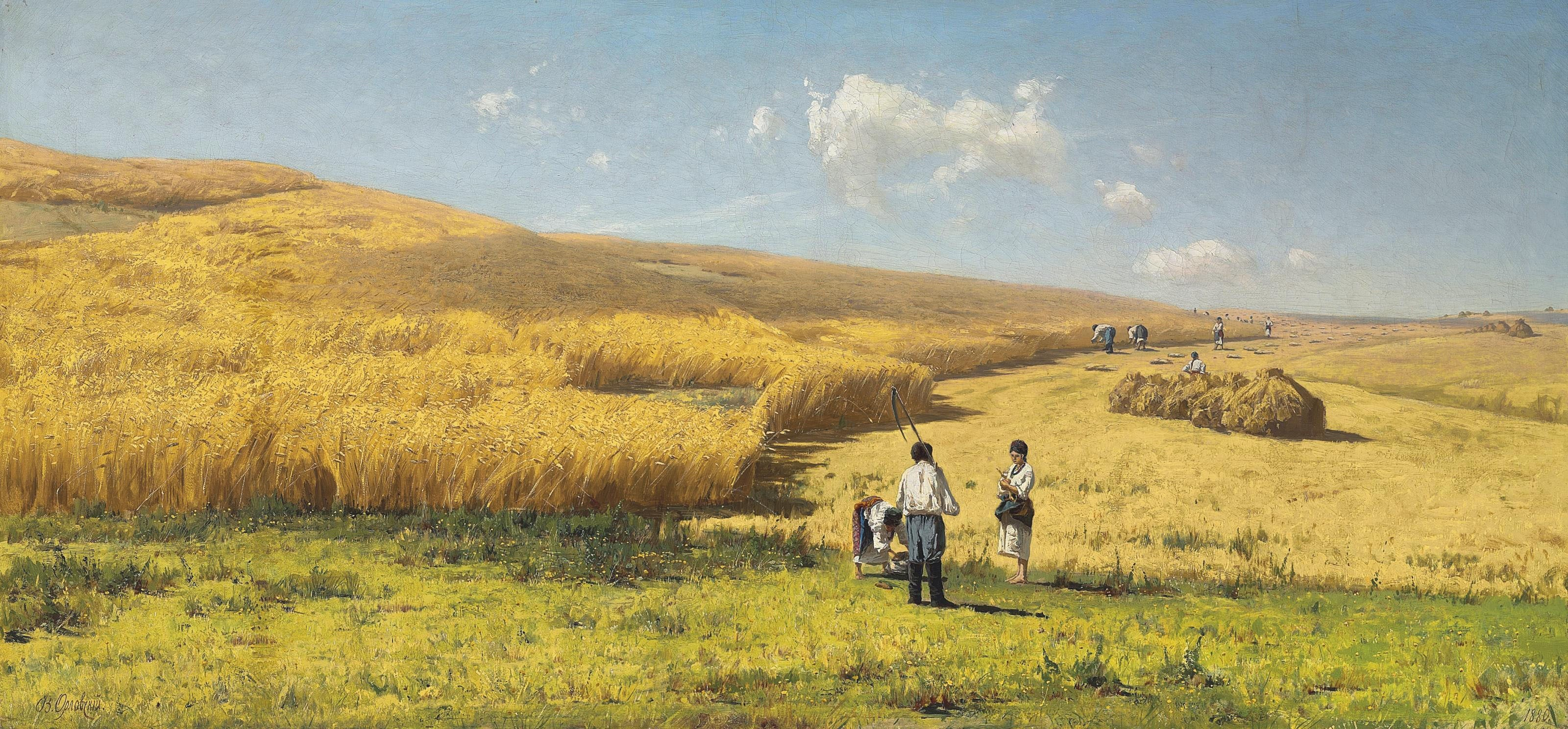
Орловський Володимир Донатович. Урожай в Україні, 1880
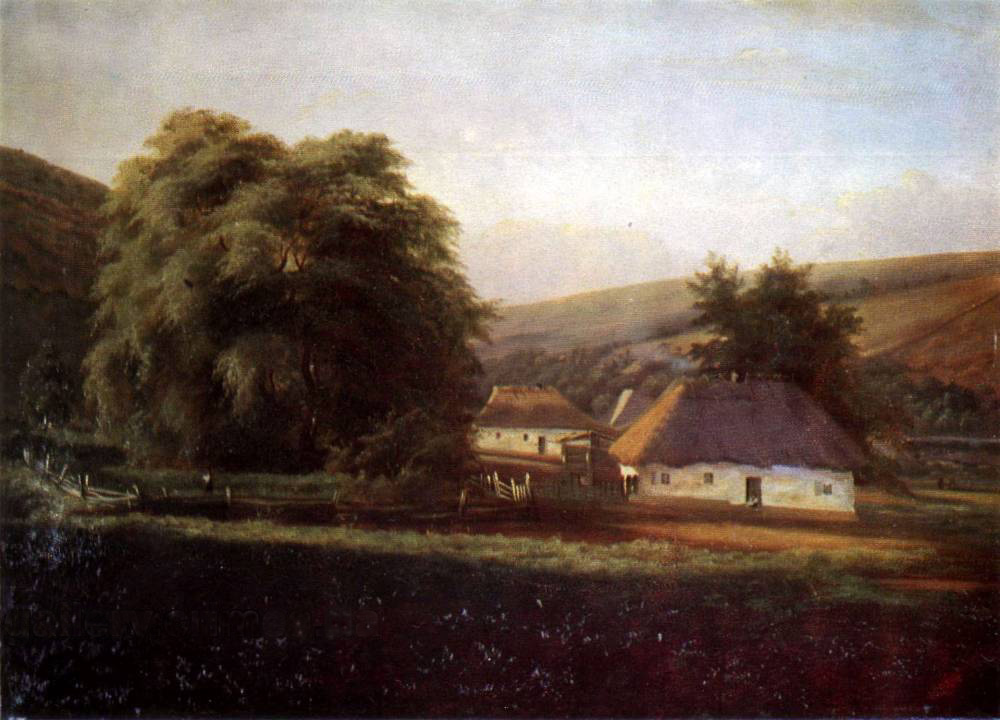
Мурашко Микола Іванович. Український краєвид. 1896
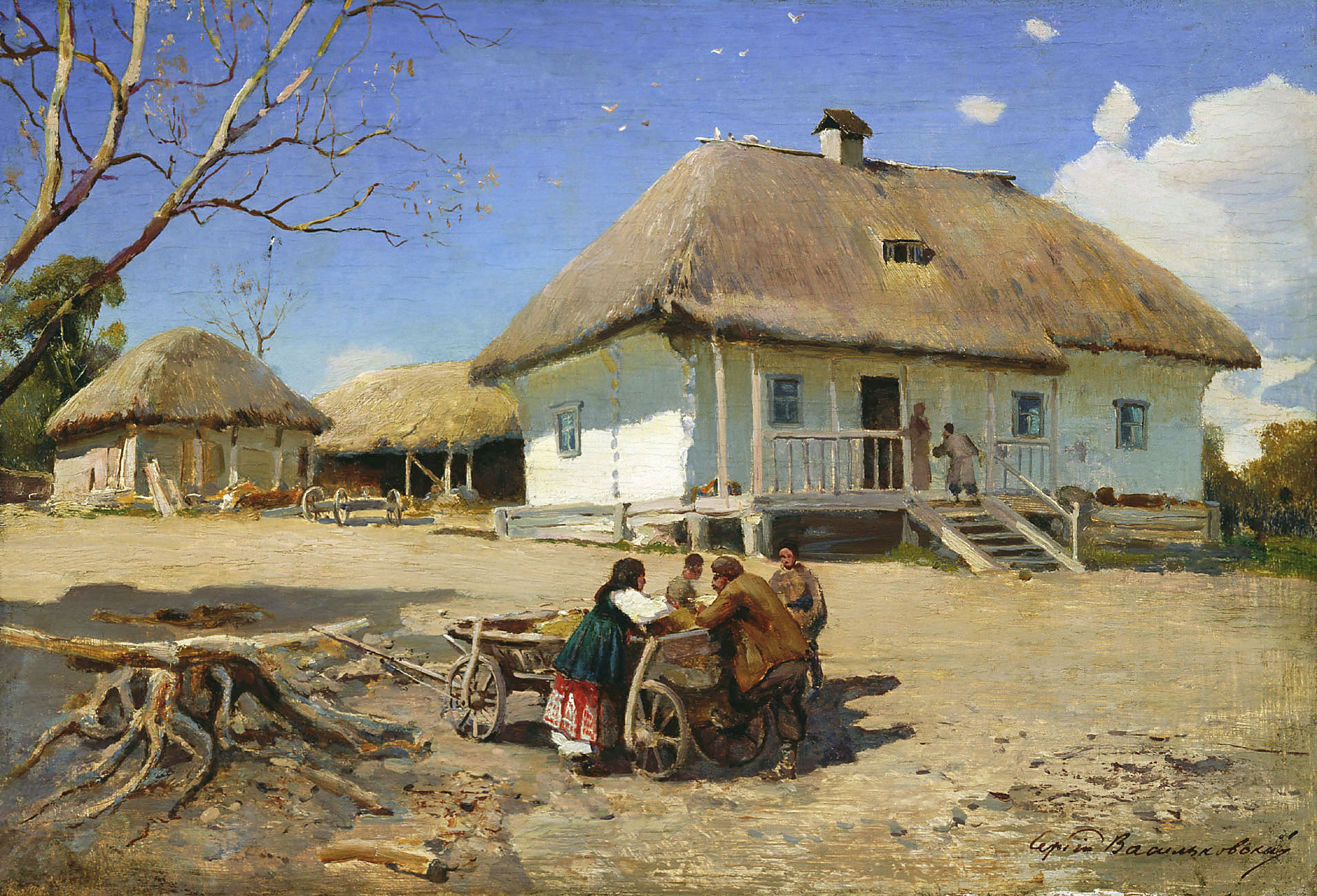
Васильківський Сергій Іванович. Козацький двір
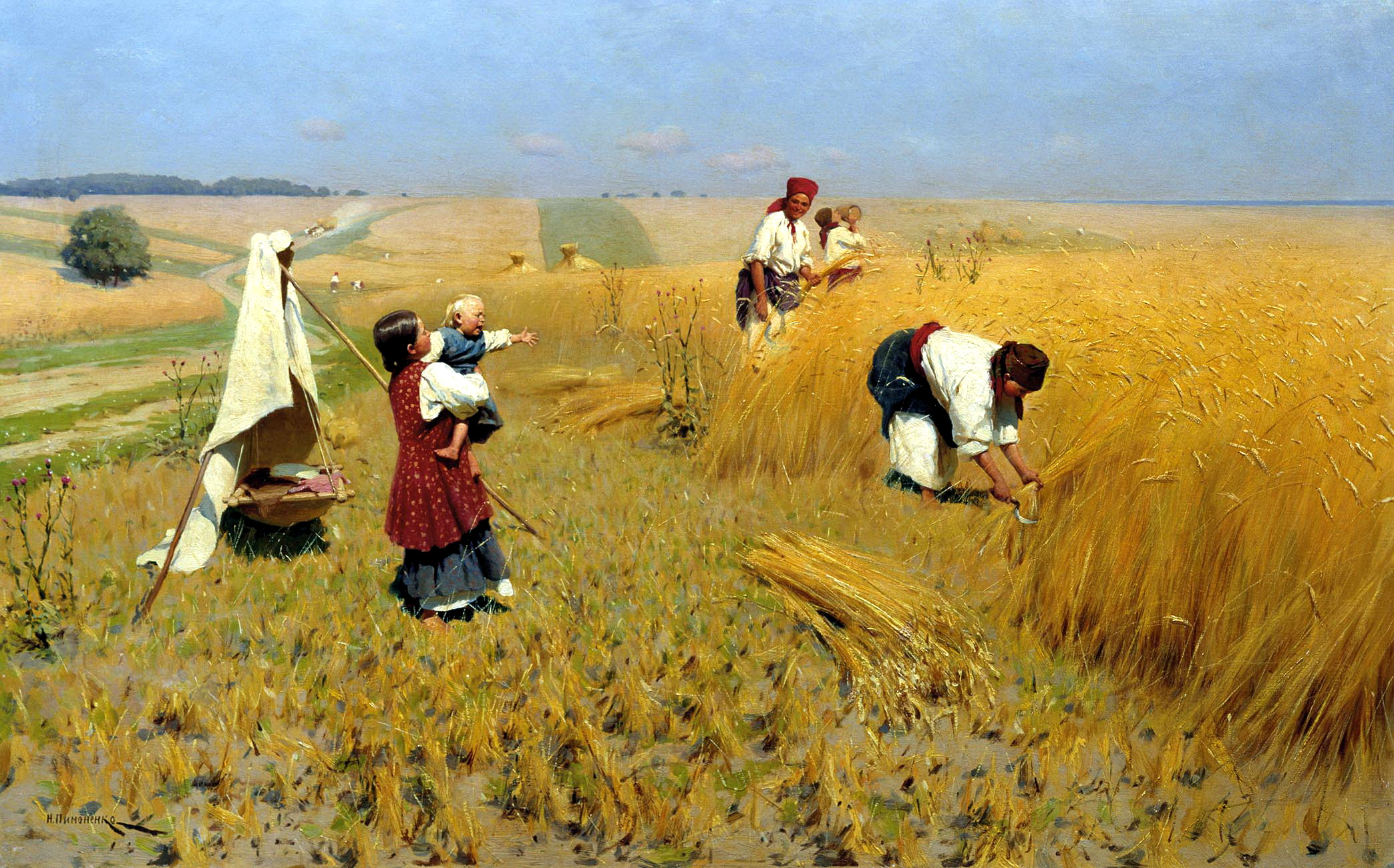
Пимоненко Микола Корнилович. Жнива в Україні, (1896), полотно, олія — Волгоградський обласний музей образотворчих мистецтв
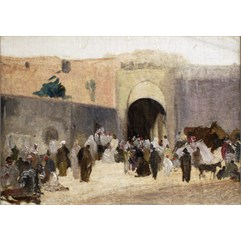
Будкевич Йосип-Казимир Костянтинович. «Єрусалим», 1894
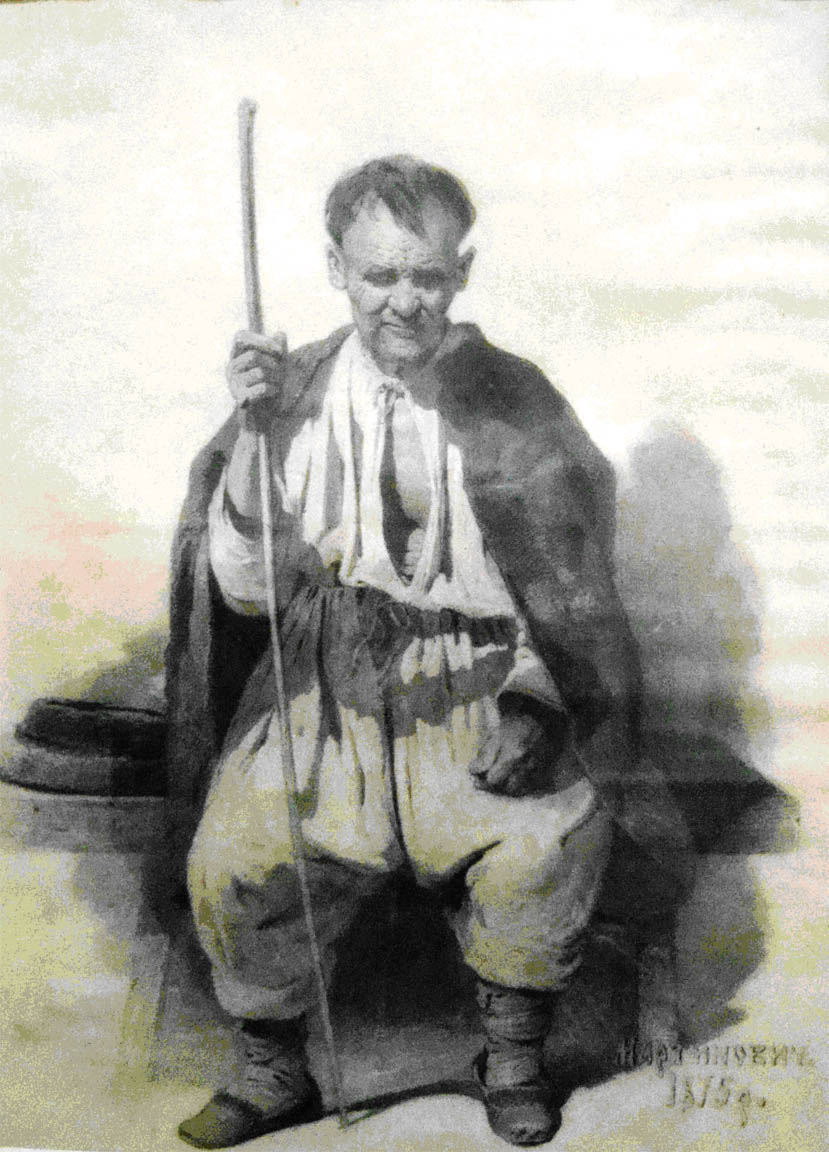
Мартинович Порфирій Денисович. Портрет Павла Тарасенка із села Кирилівка
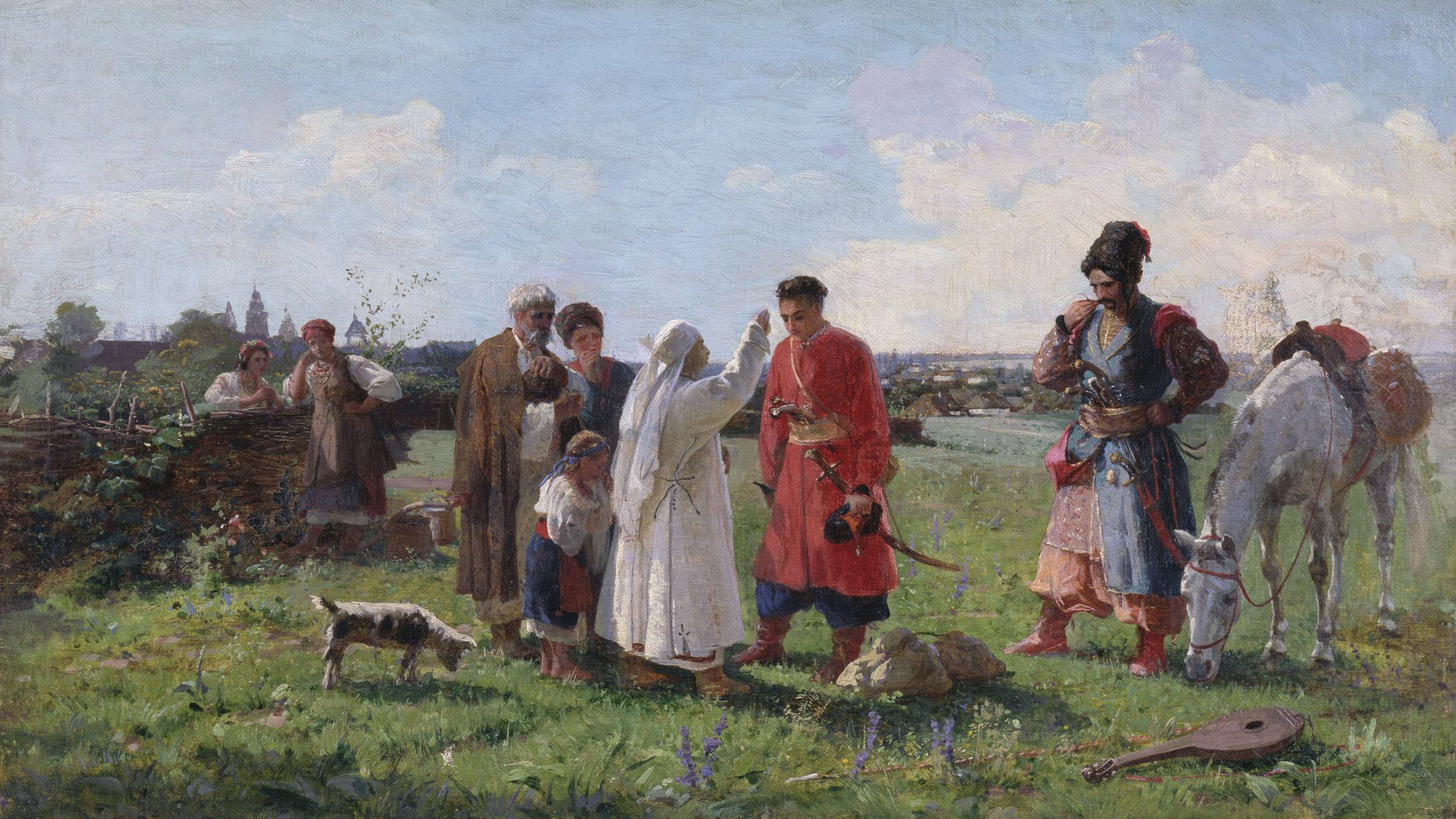
Сластіон Опанас Георгійович. Проводи на Січ, 1886

### Живопис 20 століття
Трохи пізніше, ніж в Західній Європі в Україні на межі століть з'являються художники-імпресіоністи, які прагнуть передати у творах витончене відтворення особистісних вражень та спостережень. Яскравим представником цієї генерації малярів був Микола Бурачек, відомий картинами Дніпра та Києва.
Довгі роки мешкала під Харковом у селищі Нескучне жінка-маляр Зінаїда Серебрякова (1884–1967), багато творів якої присвячено українському селу та темам Сходу. Вона також належить до вітчизняних імпресіоністів. Після еміграції Серебрякова довгі роки мешкала у Франції та Бельгії. Частину робіт закордонного періоду майстрині передано в Київ.
Розвиток живопису в Україні у післяреволюційні роки на початку 20 століття проходив у боротьбі художніх течій і напрямів. Поряд з тими, хто стояв на позиціях традиційного реалізму, творили прихильники футуризму, формалізму (наприклад, розписи Василя Єрмилова Харківського партійного клубу). Крім масових агітаційних форм образотворчого мистецтва, помітного прогресу досягла станкова графіка та живопис. У галузі станкової графіки працювали Михайло Жук, Іван Падалка, Володимир Заузе. У живописі найвідомішими були полотна Киріака Костанді, Федора Кричевського, Олександра Мурашка. Георгій Нарбут оформив перші українські радянські книги та журнали «Мистецтво», «Зорі», «Сонце труда». У Західній Україні в перші післяреволюційні роки працювали Іван Труш, Антон Манастирський, Осип Курилас.
Добре відомі твори Миколи Самокиша на українську історичну тематику: «В'їзд Богдана Хмельницького до Києва 1648» (1929), «Битва під Жовтими Водами», «Абордаж турецької галери запорожцями» (1930), «Битва Івана Богуна під Монастирищем 1653» (1931), «Бій під Царичанкою 1709», «Похід запорожців на Крим» (1934), «Руйнування Батурина Меньшиковим», «Кость Гордієнко нищить драгунів Кемпеля», «Битва Максима Кривоноса з Яремою Вишневецьким» (1934), «Царські жандарми везуть Шевченка у заслання» (1938) та ін.
Київський художній інститут (нині Національна академія образотворчого мистецтва і архітектури) став справжнім центром авангардного образотворчого мистецтва. Сюди в цей час повертається всесвітньовідомий Казимір Малевич — засновник абстрактного супрематизму, в якому зображення складалося зі сполучень найпростіших геометричних фігур. Значний вплив на творчість Малевича, за його власними словами, справили культура і побут українського села, але він пішов далі від мистецтва села.
Яскравою сторінкою став український авангард початку 20 століття, представлений іменами художників Олександра Богомазова, Михайла Бойчука, Анатолія Петрицького та ін. Михайло Бойчук започаткував новий напрям монументального мистецтва 20 століття — неовізантизм, поклавши в його основу органічне поєднання традицій давньоруського іконопису з конструктивними особливостями візантійського живопису. На жаль, багато видатних художників (Михайло Бойчук, Василь Седляр, Іван Падалка та ін.) були знищені комуністичним режимом в часи репресій.
Український живопис 60—80 років 20 століття, характеризувався негативними тенденціями партійного диктату соціалістичного реалізму, що насаджував народницький академічний стиль 19 століття, пропагандизм і догматичність. Крім того, згідно з гаслом про те, що мистецтво повинне бути зрозумілим «широким масам», на творчий експеримент, пошук нових форм була фактично накладена заборона. Водночас і далі творили такі видатні художники як Олексій Шовкуненко, Тетяна Яблонська, Садовського Віталія, Михайло Дерегус, Василь Касіян.
Сьогодні твори Тетяни Яблонської, Івана Марчука, Феодосія Гуменюка, Садовського Віталія, Андрія Чебикіна, Олександра Бородая та інших відомі далеко за межами України.

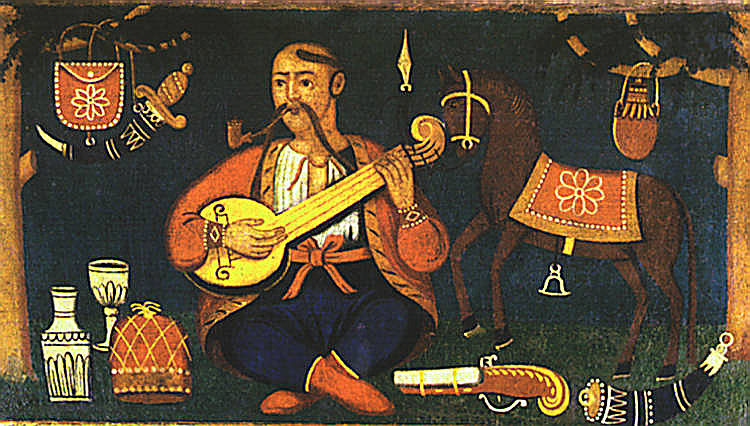
Козак Мамай
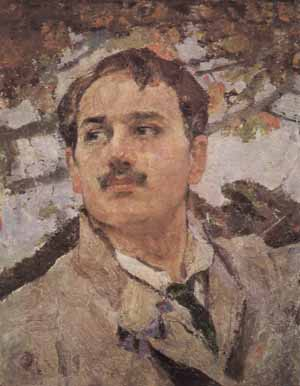
Федір Кричевський (1879–1947), автопортрет
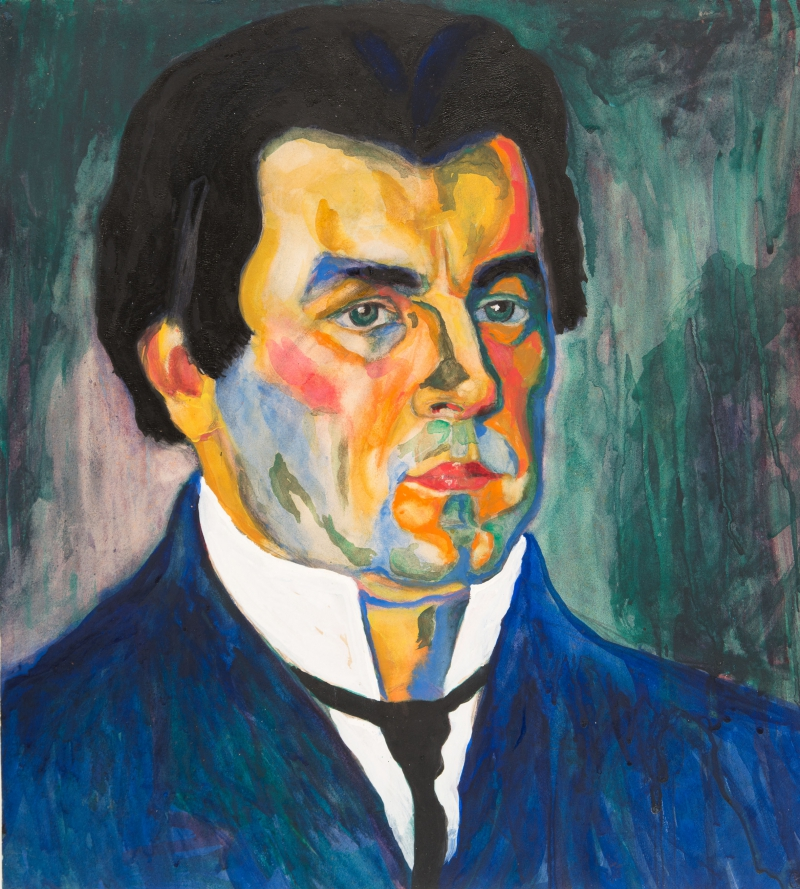
Казимір Малевич (1878–1935), автопортрет, 1908 або 1910-11
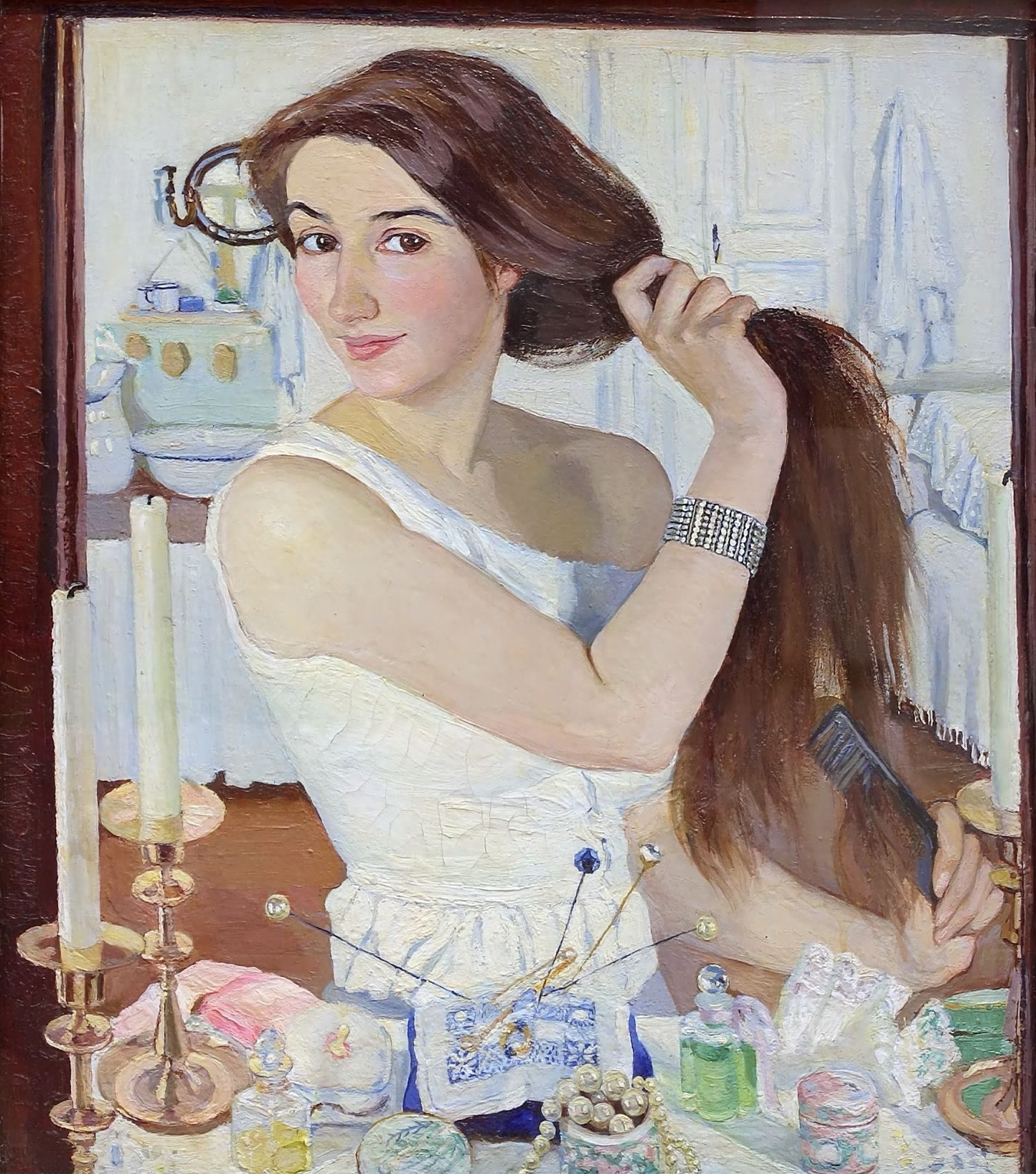
Зінаїда Серебрякова (1884–1967), автопортрет «За туалетом», 1909
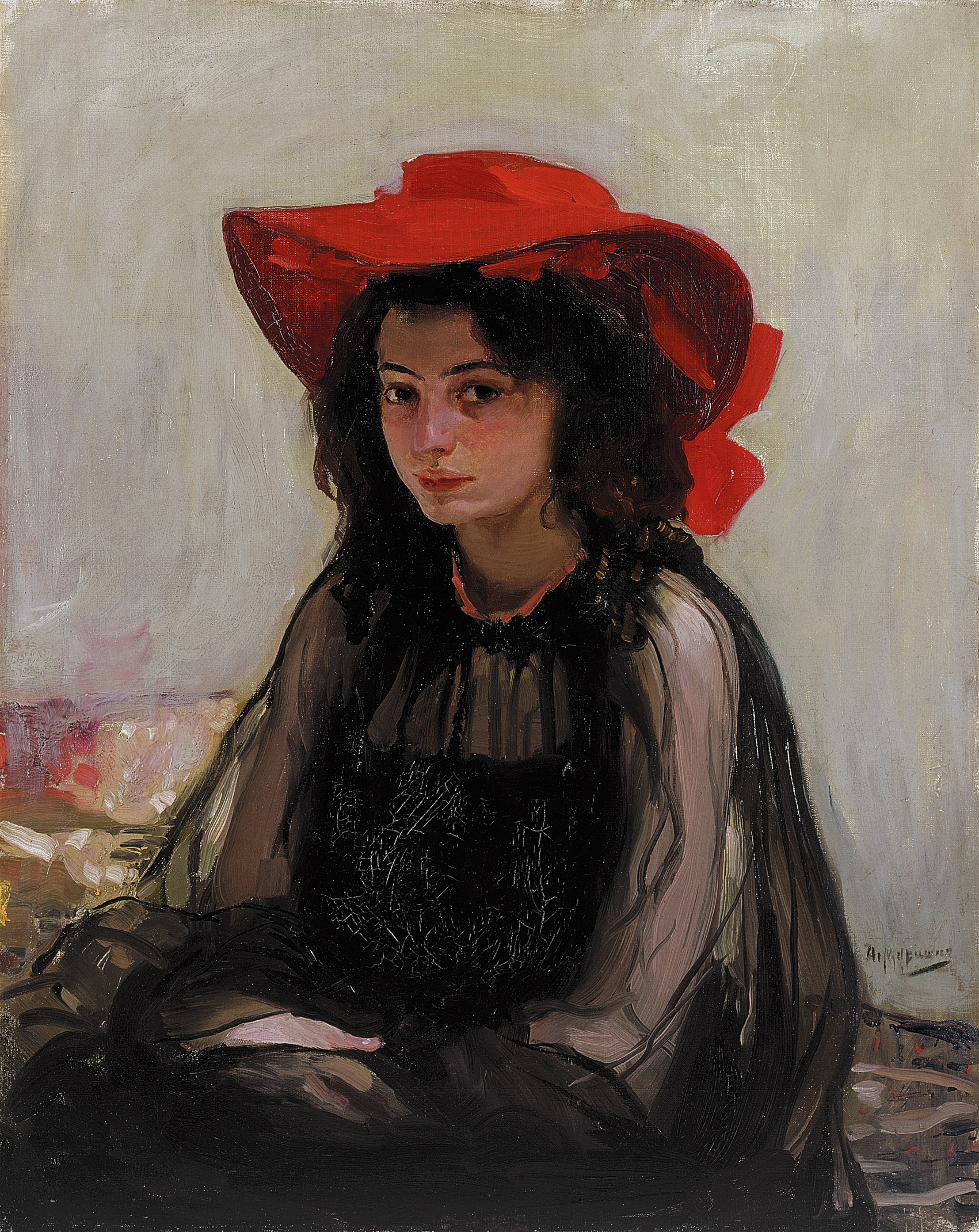
Мурашко Олександр Олександрович. Дівчина в червонім капелюшку
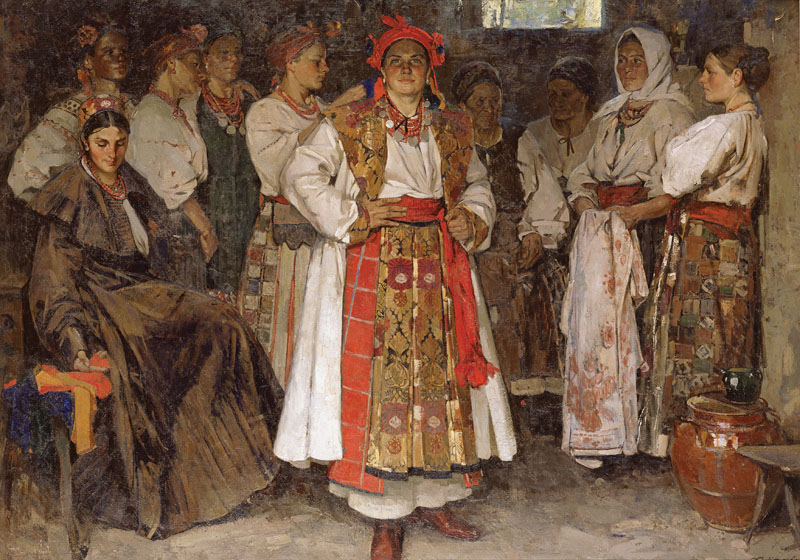
Кричевський Федір Григорович. «Наречена», 1910.

### Народний живопис
Поряд із канонічним та академічним малярством ще з княжих часів в Україні розвивається унікальний жанр «народної картини». Образи «Козака Мамая» та «Козака з бандурою» стали знаковими для українського мистецтва. Як елемент народного побуту, ці картини стали відображенням характеру та світогляду простого українського народу.
20 століття подарувало ціле гроно талановитих майстрів народного живопису, які у своїй творчості розвивають барвисті й фантастичні образи, породжені уявою та реалізовані за законами стилістики народного малярства 18—19 століть і українського декоративного розпису. Це Ганна Собачко-Шостак, Параска Власенко, Наталя Вовк, Параска Хома, Марія Приймаченко, Никифор Дровняк, Катерина Білокур, Іван Сколоздра та ін.

### Українська графіка
- Майстер Ілія
- Щирський Іван (народився бл. 1650–1714)
- Левицький Григорій Кирилович (1697–1769)
- Карновський Михайло
- Іларіон Мігура (гравюра «Мазепа серед добрих діл своїх», 1706)

## Українська скульптура

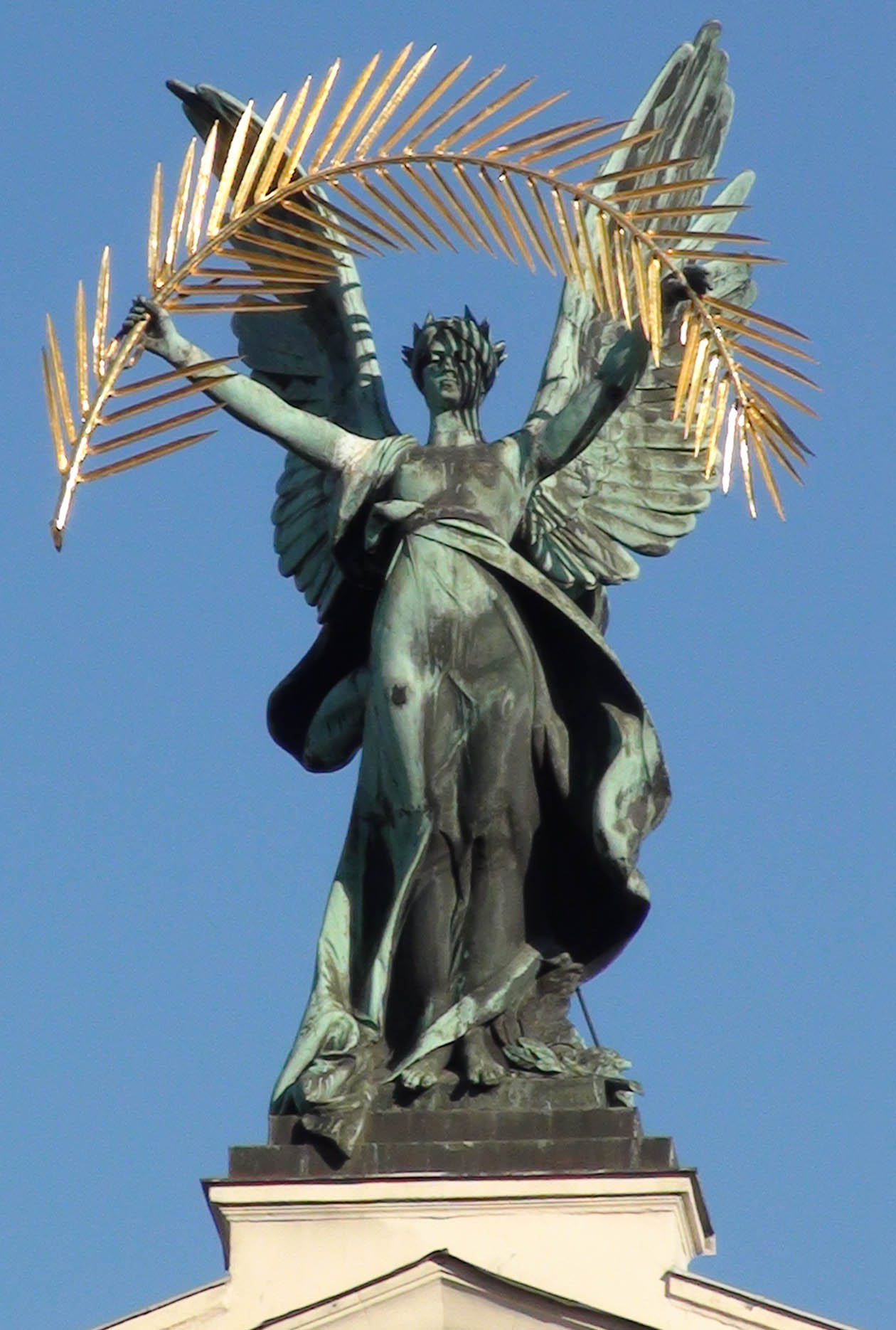
Війтович Петро. "Слава" на фронтоні Львівського оперного театру

Ск. Роман Вільгушинський. Пам'ятник Іоану Георгію Пінзелю (Бучач), 2014 р.

### Скульптура 1946–1970 років
В УРСР скульптуру сталінської доби знищило населення[джерело?] за перших днів німецької окупації 1941 року. По перемозі над німцями, радянський уряд почав відновлювати пам'ятники, передусім Йосипові Сталіну, щоб після XX з'їзді КПРС (1956) і боротьбі проти «культу особи» знищити їх наново. На їх місце прийшли нові — Леніна та ін. діячів жовтневої революції, а також великої кількости Героїв Радянського Союзу і Героїв Соціалістичної праці. Негативні риси урядової скульптури тієї доби згодом відзначала сама критика, переклавши провину за них на культ сталінської особи.
Найбільше розвинений жанр у скульптурі УССР повоєнної доби і досі — портрет. Масово продукувалися портрети «вождів» і «героїв», у яких «документально вірно» передавалися риси портретованих.
Більше індивідуальні портрети (гол. діячів науки, культури, мистецтва) дали Іван Шаповал (академіка Миколи Стражеска 1949), Олександр Ковальов (академіка Володимира Філатова 1952 і Богдана Хмельницького 1954), Еліус Фрідман (академіка Леоніда Булаховського 1962). Галина Кальченко (1958–1975 створила цілу ґалерію портретів письменників, музикантів і митців; цікавіші Ванди Василевської 1963, Івана Кавалерідзе 1967, Григорія Косинки 1969), Микола Рябінін (Фіделя Кастро, 1967), Іван Гончар (Олеся Гончара, 1949, Максима Кривоноса, 1952), Михайла Лисенка (Івана Мар'яненка, 1963), Яків Чайка (Івана Айвазовського 1954, Антіна Манастирського 1959–1960), Галина Петрашевич (Наталії Ужвій, 1947, Олександра Корнійчука, 1949, 1951), В. Власов (Соломії Крушельницької 1960). Ювілейні портрети створили Іван Севера (Івана Франка, 1955), Лука Біганич (Лесі Українки, 1959, Марії Заньковецької, 1962), І. Самотос (1969) і Галини Кальченко (1972; два останні — Григорія Сковороди), Яків Чайка (Василя Стефаника 1971) та багато ін.
У ділянці монументальної скульптури створено чимало пам'ятників, насамперед воєнних і партійних діячів. Серед них — Миколі Щорсові у Києві (1954) роботи Михайла Лисенка, Василя Бородая і Миколи Суходолова (схожий на відомі кондотьєрські пам'ятники Донателльо і Вероккіо з доби ренесансу). Риси помпезности мають пам'ятники генералові Миколі Ватутіну в Києві (1948) Євгена Вучетича і низка пам'ятників двічі Героям Радянського Союзу, що їх за окремим указом Верховної Ради будували по містах і селах України. До найкращих з мистецького погляду належать пам'ятники: Олександрові Пушкіну (1962) і Миколі Лисенку (1965) у Києві Олександра Ковальова та модерніший Тарасові Шевченку у Москві (1964), створений групою скульпторів (Михайло Грицюк, Анатолій Фуженко, Юлій Синькевич) та архітекторів (Анатолій Сницарев і Юрій Чеканюк). Варто відзначити пам'ятник Іванові Франку перед Львівським Університетом роботи В. Борисенка, Д. Крвавича, Е. Миська, В. Одрехівського і Я. Чайки (1964). Ювілейні пам'ятники поставлено Тарасові Шевченку в Канаді в Палермо (1951, Макара Вронського) і в Торонто (1961; М. Ковтуна), Василеві Стефанику перед бібліотекою у Львові (1971, Володимира Сколоздри, архітектор М. Вендзилович) і Лесі Українці у Києві (1973, Галина Кальченко).
Окрему численну групу монументальної  скульптури в УССР творили неперсональні пам'ятники і меморіальні ансамблі, присвячені іст. подіям, жертвам війни, ювілейним датам тощо (1971–1975 — понад 70), виконувані групами скульпторів і архітектів, через що втрачалися індивідуальні прикмети окремих мистців.
У ділянці композиційної скульптури слід відзначити «Бокораша» Валентина Зноби (1957), «Олексу Довбуша» Миколи Рябініна і Володимира Сколоздри (1951), групову скульптуру «Перед боєм» з Богданом Хмельницьким, Максимом Кривоносом й Іваном Богуном (Оксани Супрун і Анітолія Білостоцького 1954) та ін. Серед молодшої генерації українських митців помітне було намагання модернізувати кульптуру, наприклад, праці Теодозії Бриж (серія до старослов. мітології: «Бог війни», «Бог землі, води», «Бог вогню» 1968–1970), Віри Шатух («Пам'ять» 1969), І. Чумака («Слово о полку Ігореві» 1966) та ін. на сучасні теми.
Чимало скульпторів працювали в пластиці малих форм, зокрема в майоліці і теракоті: Б. Довгань («Волошки» 1960), В. Клоков («Біля струмка» 1962), Ольга Рапай-Маркіш («Чорт на козі» 1965, «Весілля» 1968), Яків Ражба («Мавка» 1960, «Теофан Грек» 1970, «Дон Кіхот і Санчо» 1971), В. Трегубова («Одарка» «Карась», 1970), Віра Шатух («Приятелі» 1957) та ін.
У 1970-х pp. помітне відродження медальерства в УССР (перша виставка медалей 1975 у Києві); серед ін. працювали у цій ділянці Галина Кальченко (медалі С. Гулака-Артемовського, Г. Сковороди, 1972; Лесі Українки 1974), Еммануїл Мисько (І. Труша 1969, О. Новаківського, Василя Стефаника 1972), Олександр Скобліков (Марка Черемшини 1974), Ісак Хотінок («До 700-річчя Данте Аліґ'єрі», 1965; «До 200-річчя від дня народження Івана Котляревського» 1969) та ін.
Скульптура української еміграції у перші роки по війні через постійні переселенчі проблеми не мала тривалої бази для нормального розвитку; проте скульптори активно виявили себе за т. зв. «таборової доби», особливо на виставках у Мюнхені (1947) і Реґенсбурзі (1948): Г. Крук, С. Литвиненко, Б. Мухин, А. Павлось, М. Черешньовський, М. Дзиндра. Григорій Крук залишився в Мюнхені і своїми Фігурними і портретними працями здобув визнання у нім. мист. колах. У Берліні працював Василь Масютин, один з найяскравіших представників нац. мистецтва (залишив серію медалей-рельєфів укр. іст. постатей, бюсти гетьманів та сучасників). Усі ін., названі вище, у 1948–1950 виїхали до США.
У США, у Нью-Йорку, жив Олександр Архипенко (1923–1964), засновник модерної світової скульптури. Він шукав «праформи» у творах, доведених до максимальної простоти, до гри площ і ліній, опуклостей і вглиблень, як і кольорів, які він використовував у скульптурі, що межувала з абстракцією. Він творив і реальний портрет (портрети-пам'ятники Тарасові Шевченку й Іванові Франку в Парку народів у Клівленді, портрети укр. діячів). На поч. 1950-х pp. Архипенко виставляв у Німеччині, Італії, Швейцарії; 1969 музей Родена в Парижі влаштував ретроспективну посмертну виставку його творів, яку згодом перебрав Смітсонський музей у Вашингтоні.
З 1948–1950 у Нью-Йорку працювали: С. Литвиненко, що дав цілу ґалерію скульптурних портретів сучасників, низку фігурних композицій і пам'ятників; М. Черешньовський, що до скульптури прийшов від дерев'яної різьби, досконалість якої характеристична для його творів (портрети, композиції, пам'ятники Лесі Українки у Клівленді і Торонто).
У Філадельфії працював О.Капшученко, автор невеликих груп реалістичних фігур, здебільша типів сучасного міста, часто з соц. забарвленням і гумористичним теплим ставленням до людини.
Модерного вислову надавали своїй скульптурі, ґрунтуючися на фолкльорі і мітології, керамістка С. Ґеруляк у Нью-Йорку і Г. Пецух у Польщі.
У ділянці скульптурного портрета працювали О. Лятуринська, Ф. Ємець (Каракас, Венесуела), В. Сім'янців (США), К. Бульдин (Буенос-Айрес).
На відомого скульптора Канади вибився Л. Молодожанин (Лео Мол) (між його творами — портрети церк. і держ. діячів Європи, Канади і США, пам'ятники Шевченкові у Вашингтоні і Буенос-Айресі).
У ділянці абстрактної скульптуриу США і Канаді працювали К. Мілонадіс (кінетична кульптура), М. Урбан, М. Дзиндра, М. Гуненко, М. Голодик, В. Палійчук, В. Баляс, І. Букоємська, Р. Коваль, М. Бентов, І. Осадца, А. Перейма, Р. Костинюк, Е. Зеленак, П. Колісник та ін. молодші. У їх творчості відчутні різні сучасні стилі, від конструктивістичного до експресіоністичного. Деякі з названих мистців викладали в амер. високих мистецьких школах.